# Documento de viagem

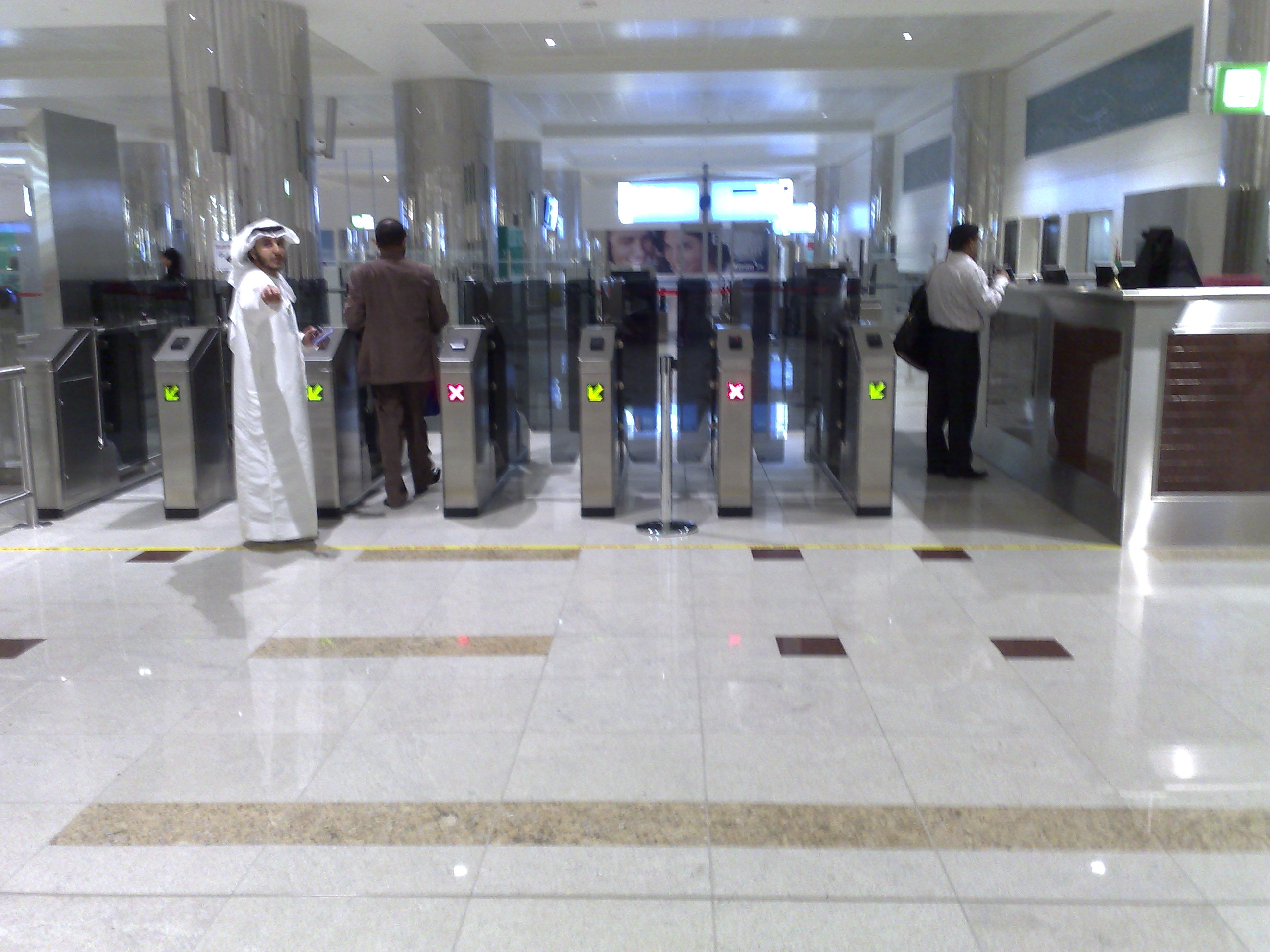
Inspeção automatizada de documentos de viagem no Aeroporto de Dubai

Um documento de viagem é um documento de identidade emitido por um governo ou entidade internacional em cumprimento a acordos internacionais para permitir que os indivíduos passem por barreiras de controle de fronteiras. Os documentos de viagem asseguram normalmente a outros governos que o portador pode retornar ao país emissor e, muitas vezes, são expedidos em forma de livreto para permitir que outros governos coloquem neles vistos e carimbos de entrada e saída.
O documento de viagem mais comum é o passaporte, que geralmente dá ao portador mais privilégios, como acesso sem visto a determinados países. Embora os passaportes emitidos pelos governos sejam o tipo mais comum de documento de viagem, muitos estados e organizações internacionais emitem outros tipos de documentos de viagem que permitem ao portador viajar internacionalmente para países que os reconhecem. Por exemplo, os apátridas normalmente não recebem um passaporte nacional, mas podem obter um documento de viagem para refugiados ou o antigo "passaporte Nansen", que lhes permite viajar para países que reconhecem o documento e, às vezes, retornar ao país emissor.
As políticas de controle de fronteira normalmente exigem que os viajantes apresentem documentos de viagem válidos para verificar sua identidade, nacionalidade ou situação de residência permanente e autorização para entrar em uma determinada jurisdição. A forma mais comum de documento de viagem é o passaporte, um documento de identidade em forma de livreto emitido pelas autoridades nacionais ou pelos governos de determinados territórios subnacionais que contém informações pessoais do indivíduo, bem como espaço para que as autoridades de outras jurisdições aponham carimbos, vistos ou outras permissões que autorizem o portador a entrar, residir ou viajar em seu território. Algumas jurisdições permitem que os indivíduos passem pelos controles de fronteira usando carteiras de identidade, que normalmente contêm informações pessoais semelhantes.
Diversos países impõem diferentes regulamentações e exigências de documentos de viagem como parte de suas políticas de controle de fronteira, que podem variar conforme o meio de transporte dos viajantes. Por exemplo, embora os Estados Unidos não submetam os passageiros que partem por terra ou pela maioria dos barcos a nenhum controle de fronteira, eles exigem que os passageiros que partem por via aérea tenham um passaporte válido (ou determinados documentos específicos que substituam o passaporte). Consequentemente, mesmo que os viajantes que partem dos Estados Unidos por via aérea não precisem ter um passaporte para entrar em um determinado país, eles serão obrigados a ter uma caderneta de passaporte válida para embarcar em seu voo, a fim de satisfazer as autoridades de imigração americanas na partida. Da mesma forma, embora vários países fora do Espaço Econômico Europeu aceitem carteiras de identidade nacionais emitidas por seus estados-membros para entrada, a Suécia e a Finlândia não permitem que seus cidadãos partam para países fora do EEE usando apenas suas carteiras de identidade.
Muitos países permitem normalmente a entrada de portadores de passaportes de outros países, às vezes exigindo também a obtenção de um visto, mas esse não é um direito automático. Muitas outras condições adicionais podem ser aplicadas, como não ser passível de se tornar um encargo público por motivos financeiros ou outros, e o portador não ter sido condenado por um crime. Quando um país não reconhece outro, ou está em disputa com ele, pode proibir o uso de seu passaporte para viajar para esse outro país, ou pode proibir a entrada de portadores de passaportes desse outro país e, às vezes, de outros que tenham, por exemplo, o visitado. Alguns indivíduos estão sujeitos a sanções que os impedem de entrar em determinados países.
Os documentos de viagem podem ser solicitados em outras circunstâncias para confirmar a identificação, como ao fazer o check-in em um hotel ou ao trocar dinheiro para uma moeda local. Os passaportes e outros documentos de viagem têm uma data de validade, após a qual não são mais reconhecidos, mas recomenda-se que o passaporte seja válido por pelo menos seis meses, pois muitas companhias aéreas recusam o embarque de passageiros cujo passaporte tenha uma data de validade inferior, mesmo que o país de destino não tenha esta exigência.

## Características

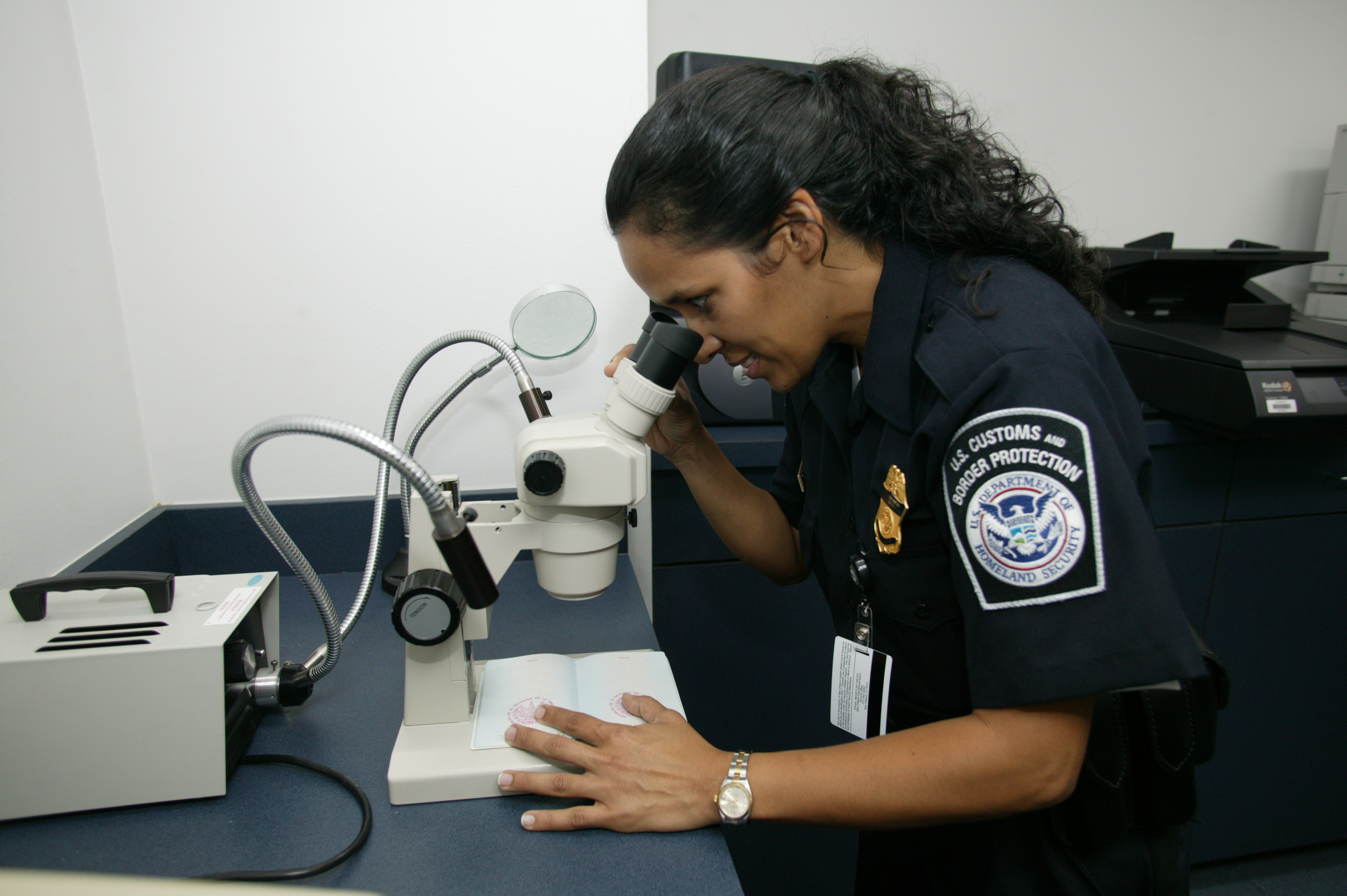
Agente do Escritório de Operações de Campo do CBP dos EUA verificando a autenticidade de um documento de viagem em um aeroporto internacional usando um microscópio estéreo

### Formato
Os documentos de viagem são geralmente emitidos em um de dois formatos:
- Livretos: o formato mais comum para documentos de viagem, contendo uma ou duas páginas com informações individuais e endossos do governo emissor, bem como várias páginas adicionais para carimbos de passaporte ou vistos a serem afixados.
- Carteiras de identidade: um documento do tamanho de um cartão que contém as informações de identificação de um indivíduo.

A OACI (ICAO) emite padrões para documentos de viagem em formato de livreto e de carteira de identidade, tratados como recomendações aos governos nacionais. O tamanho dos documentos de viagem em formato de livreto normalmente está em concordância com o padrão ISO/IEC 7810 ID-3, que especifica um tamanho de 125 por 88 milímetros. Esse tamanho é o formato B7. Os cartões são emitidos conforme o padrão ID-1 (tamanho de cartão de crédito).
- Um documento de viagem padrão em formato de livreto inclui a capa, que contém o nome do país emissor, um símbolo nacional, uma descrição do documento (por exemplo, laissez-passer, passaporte, passaporte diplomático) e um símbolo biométrico, caso aplicável. Em seu interior, há uma página de título, também com o nome do país. Em seguida, há uma página de dados, contendo informações sobre o portador e a autoridade emissora. Há páginas em branco para vistos e para carimbar as entradas e saídas. Os passaportes têm designadores numéricos ou alfanuméricos ("número de série") atribuídos pela autoridade emissora.
- Os padrões de leitura óptica para documentos de viagem foram emitidos pela OACI,[11] com uma área reservada onde a maioria das informações escritas como texto também é impressa de forma adequada para o reconhecimento ótico de caracteres.
- Os livretos e cartões biométricos (ou passaportes eletrônicos) têm um chip sem contato incorporado para estar em acordo com os padrões da OACI. Esses chips contêm dados sobre o portador do passaporte, um retrato fotográfico em formato digital e dados sobre o próprio passaporte. Atualmente, muitos países emitem passaportes biométricos para acelerar a liberação na imigração e evitar fraudes de identidade. Esses motivos são contestados pelos defensores da privacidade.[12][13]

### Carimbos de imigração
Para o controle de imigração, os oficiais de muitos países afixam carimbos de entrada e saída nos documentos de viagem em formato de livreto. Dependendo do país, um carimbo pode servir a diferentes propósitos. Por exemplo, no Reino Unido, um carimbo de imigração em um passaporte inclui a permissão formal de entrada concedida a uma pessoa sujeita ao controle de entrada. Em outros países, um carimbo ativa ou reconhece a permissão contínua conferida na autorização de entrada do portador do passaporte. No sistema Schengen, um documento de viagem estrangeiro é carimbado com um carimbo de data que não indica qualquer duração de permanência, indicando que a pessoa é considerada como tendo permissão para permanecer por três meses ou pelo período indicado em seu visto, se especificado de outra forma. Os estados-membros da União Europeia não têm permissão para carimbar o passaporte de uma pessoa que não esteja sujeita a controle de imigração. O carimbo é proibido porque é uma imposição de um controle ao qual a pessoa não está sujeita. Alguns viajantes "colecionam" carimbos de imigração em seus documentos de viagem e optam por entrar ou sair de países por diferentes meios (por exemplo, terrestre, marítimo ou aéreo) para ter diferentes categorias de carimbos. Alguns países, como Liechtenstein, que não carimbam passaportes, podem fornecer um carimbo de passaporte mediante solicitação para fins de "memória". Mônaco (em seu escritório de turismo) e Andorra (em sua fronteira) também fazem isso. Estes são carimbos oficiais emitidos por agências governamentais.

## Passaportes
Em geral, um passaporte é um documento de viagem que também serve como prova de nacionalidade do país emissor. Embora geralmente aceito pela maioria dos países do mundo, alguns países emissores excluem expressamente a validade de passaportes para nações que não são reconhecidas por seus governos.
Os governos de todo o mundo emitem uma variedade de passaportes para diferentes finalidades. A variedade mais comum são os passaportes comuns emitidos para cidadãos individuais e outros nacionais. No passado, alguns países emitiam passaportes coletivos ou passaportes de família. Em geral, os passaportes familiares eram emitidos para um portador de passaporte, que podia viajar sozinho ou com outros membros da família incluídos no passaporte. Um membro da família não registrado como titular do passaporte não podia usar o passaporte para viajar sem o titular. Esses passaportes são essencialmente obsoletos, pois a maioria dos países, incluindo todos os estados da União Europeia, Canadá, Estados Unidos e Reino Unido, exige que cada viajante tenha seu próprio passaporte. Atualmente, os passaportes são geralmente emitidos para viajantes individuais e não para grupos. Além dos passaportes comuns emitidos aos cidadãos pelos governos nacionais, há uma variedade de outros tipos de passaportes emitidos pelos governos em circunstâncias específicas.

## Certificado Internacional de Vacinação

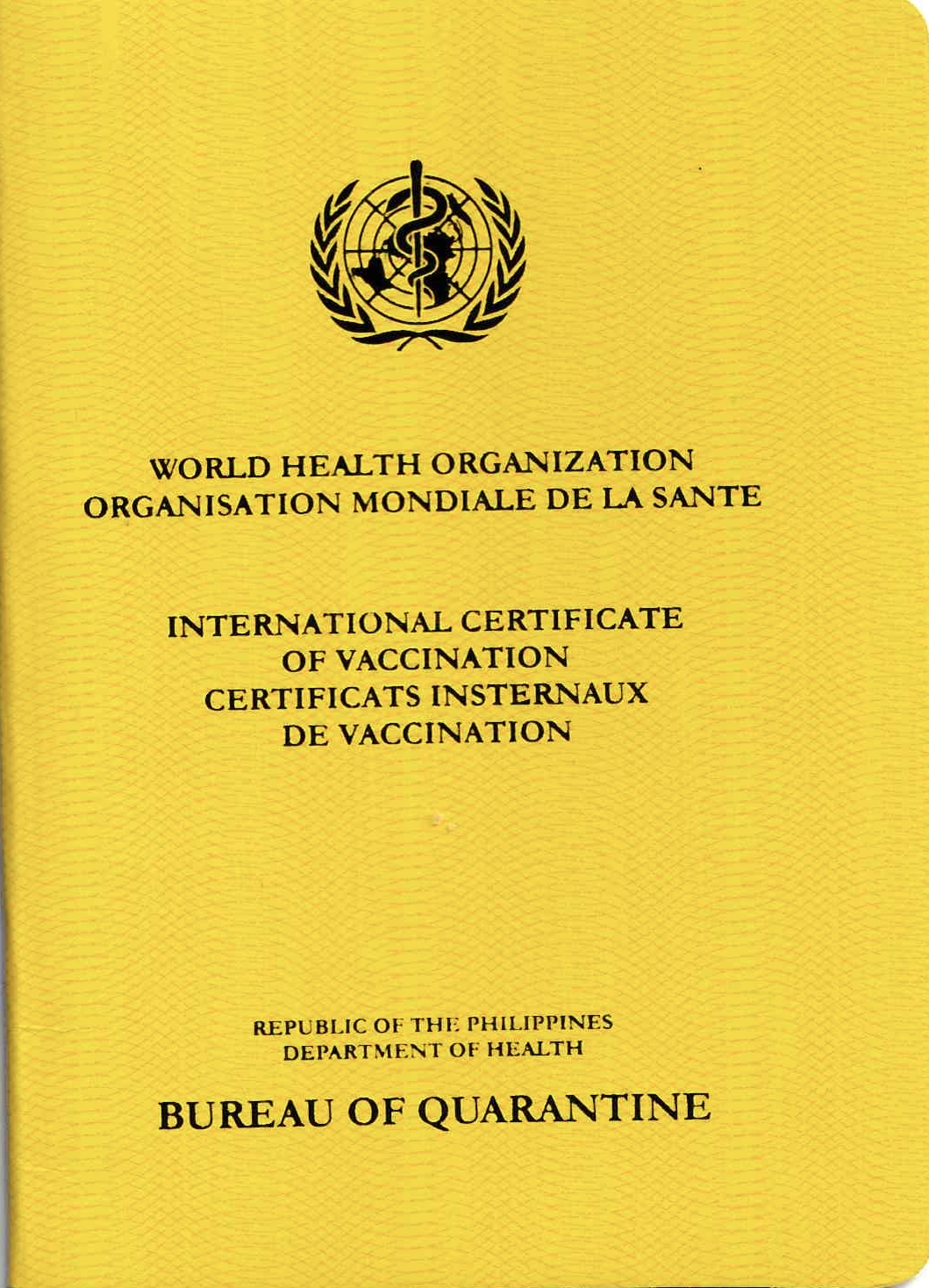
Nova capa da Carte Jaune emitido pelas Filipinas desde 2021

O Certificado Internacional de Vacinação ou Profilaxia (CIVP), também conhecido como Carte Jaune, é um relatório oficial de vacinação criado pela OMS.:256 Como documento de viagem, é uma espécie de passaporte médico reconhecido internacionalmente, que pode ser exigido para a entrada em determinados países onde há maior risco à saúde dos viajantes (consulte a seção sobre biossegurança).:256
Vários esquemas de passaportes de saúde ou certificados de vacinação foram propostos para pessoas vacinadas contra a COVID-19. O aplicativo AITA Travel Pass para smartphones, lançado pela Associação Internacional de Transportes Aéreos (AITA) no início de 2021, é um aplicativo móvel projetado para padronizar o processo de verificação de saúde, confirmando se os passageiros de avião foram vacinados contra a COVID-19 ou tiveram resultado negativo no teste antes da viagem. O aplicativo deve substituir a Carte Jaune e facilitar a verificação da vacinação contra a febre amarela e outras doenças prescritas pelas políticas de controle de fronteira em vários países. Os testes do aplicativo foram realizados por várias companhias aéreas, incluindo Singapore Airlines, Emirates, Qatar Airways, Etihad e Air New Zealand.
Devido à prevalência de certificados falsificados em alguns lugares, vários países, incluindo Zimbábue, Zâmbia e Nigéria, desenvolveram certificados digitais para serem usados em conjunto com um CIVP e para autenticá-lo. A partir de julho de 2019, a Nigéria exige que seus cidadãos tenham seu "e-Yellow Card" digital para viajar para fora do país. O cartão tem um código QR que pode ser escaneado para verificar sua validade. Essa exigência não afeta os viajantes de outros países com CIVPs válidos, mas aqueles que chegarem à Nigéria e não tiverem sido vacinados contra a febre amarela poderão receber a vacina e o e-Yellow Card na chegada.

## Nações indígenas

### Passaportes indígenas
Várias nações indígenas nas Américas, bem como o Governo Provisório Aborígine na Austrália, emitem passaportes para seus cidadãos como uma afirmação de soberania, rejeitando simbolicamente a legitimidade das autoridades colonizadoras. Exemplos notáveis incluem o passaporte Haudenosaunee emitido pelas Seis Nações da confederação Haudenosaunee, o passaporte aborígine na Austrália e vários passaportes indígenas na América Latina, como o passaporte Quíchua no Equador. Normalmente, os passaportes indígenas não são reconhecidos como documentos de viagem válidos para fins de controle de fronteira. Em particular, a equipe de lacrosse Iroquois Nationals esteve envolvida em disputas de alto nível sobre sua recusa em viajar com passaportes canadenses ou estadunidenses para competições internacionais de lacrosse, sendo impedida de participar do Campeonato Mundial de Lacrosse de 2010 no Reino Unido, mas tendo permissão para participar do torneio em 2018 em Israel, sujeito a garantias dos governos canadense e estadunidense de que os jogadores teriam permissão para voltar para casa.

### Certificado de status indígena
Embora os passaportes indígenas geralmente não sejam reconhecidos pelas autoridades de controle de fronteira, o Certificado de Status Indígena emitido pelo governo canadense para indivíduos no Registro Indígena é aceito pelas autoridades de controle de fronteira estadunidenses e canadenses para viagens por terra ou mar. Em 2018, o governo canadense introduziu um Certificado Seguro de Status Indígena que serve como um documento de viagem legível por máquina para permitir que indivíduos indígenas cruzem a fronteira com mais eficiência. Para atender ao desejo dos membros das nações indígenas de não serem rotulados como cidadãos canadenses, o Certificado Seguro de Status Indígena não declara a nacionalidade do indivíduo. O governo canadense emite Certificados de Status Indígena para indivíduos indígenas registrados, independentemente de serem ou não cidadãos canadenses ou terem residência permanente no Canadá, mas, embora os Estados Unidos permitam que os cidadãos canadenses que exercem os direitos de liberdade de movimento do Tratado de Jay entrem usando o documento, os indivíduos indígenas com cidadania estadunidense são obrigados a usar carteiras de identidade tribais ou outros documentos em concordância com a WHTI emitidos pelos Estados Unidos.

### Carteiras de identidade indígenas aprimoradas
Segundo a Iniciativa de Viagens do Hemisfério Ocidental, os povos indígenas com cidadania americana podem passar pelos controles de fronteira terrestre e marítima usando carteiras de identidade indígenas aprimoradas e legíveis por máquina, que contêm recursos semelhantes às carteiras de habilitação aprimoradas emitidas por determinados estados e províncias. Ao contrário do Certificado de Status Indígena, o documento é emitido apenas para cidadãos estadunidenses. O documento é tratado pelos controles de fronteira canadenses e americanos como equivalente a uma carteira de habilitação aprimorada e também pode ser aceito pelo controle de fronteira mexicano para entrada a até 20-30 km da fronteira, sujeito aos requisitos de permissão vigentes.

### Cartão de nativo americano Kikapoo I-872
Os cidadãos mexicanos inscritos na Texas Band of Kickapoo Indians ou na Kickapoo Tribe of Oklahoma podem entrar nos Estados Unidos por terra ou mar usando o Formulário I-872 American Indian Card, que oferece liberdade de movimentação pela fronteira para a primeira nação Kickapoo, independentemente da cidadania.

### Samoanos americanos
Embora os povos indígenas do Havaí, do continente americano e da maioria dos territórios americanos tenham recebido a cidadania americana plena e o direito de solicitar um passaporte da mesma forma que qualquer outro americano, a população nativa da Samoa Americana não recebeu. Conforme especificado em 8 U.S.C. § 1408, uma pessoa cuja única conexão com os Estados Unidos seja por meio de nascimento em uma possessão remota (definida em 8 U.S.C. § 1101 como Samoa Americana e Ilha Swains, administrada como parte da Samoa Americana), ou por descendência de uma pessoa nascida dessa forma, adquire a nacionalidade americana, mas não a cidadania. Esse era o caso anteriormente em apenas quatro outros territórios americanos atuais ou antigos. A origem dessa distinção de status é a jurisprudência da Suprema Corte dos Estados Unidos nos Casos Insulares, nos quais a corte considerou que os habitantes indígenas de territórios recém-adquiridos não adquirissem automaticamente a cidadania americana plena. Consequentemente, os samoanos americanos recebem passaportes que contêm o código de endosso 9, que declara: "O portador é um cidadão dos Estados Unidos e não um cidadão dos Estados Unidos" na página de anotações. Os cidadãos americanos não cidadãos podem residir e trabalhar nos Estados Unidos sem restrições, mas devem solicitar a cidadania segundo as mesmas regras dos estrangeiros residentes. Assim como os estrangeiros residentes, eles atualmente não têm permissão de nenhum estado americano para votar em eleições federais ou estaduais, embora, como para os estrangeiros residentes, não haja nenhuma proibição constitucional contra isso.

## Laissez-passer
Um laissez-passer (pronúncia em francês: [lɛse pase]; lit.  "deixar passar") é um documento de viagem emitido por um governo nacional ou por determinadas organizações internacionais. Um laissez-passer é geralmente usado para viagens só de ida para o país emissor por motivos humanitários, como programas de restabelecimento de vínculos familiares. Alguns governos nacionais emitem laissez-passers para seus próprios cidadãos como passaportes de emergência. Outros os emitem para pessoas apátridas, ou que não conseguem obter um passaporte de seu próprio governo, ou cujo governo não é reconhecido pelo país emissor. Durante a pandemia da COVID-19, eles foram emitidos pelos consulados franceses para pessoas que, de outra forma, não poderiam entrar no país devido a restrições de viagem, mas foram autorizadas a entrar para uma única viagem por motivos de solidariedade.
Historicamente, os laissez-passers eram comumente emitidos em tempos de guerra e em outros períodos, funcionando literalmente como um passe para permitir viagens a áreas específicas ou para fora de zonas ou países em guerra para vários funcionários, agentes diplomáticos, outros representantes ou cidadãos de países terceiros. Nesses contextos, um laissez-passer frequentemente incluiria uma liberdade de circulação bastante específica e limitada. A forma e a autoridade emissora seriam mais ou menos padronizadas, dependendo das circunstâncias. Por exemplo, no início da década de 1950, o governo iraquiano concedeu permissão para que seus 120.000 cidadãos judeus saíssem do país (Operação Esdras e Neemias), com a condição de que renunciassem à cidadania e deixassem para trás todas as suas propriedades e bens. O documento de viagem emitido foi o laissez-passer, já que não era mais possível obter um passaporte iraquiano.
O laissez-passer mais comum é o laissez-passer das Nações Unidas (UNLP) emitido pelas Nações Unidas de acordo com as disposições do Artigo VII da Convenção de 1946 sobre os Privilégios e Imunidades das Nações Unidas em seus escritórios em Nova York e Genebra, bem como pela OIT. O UNLP é emitido para funcionários da ONU e da OIT, bem como para funcionários de organizações internacionais como a OMS, a AIEA, a Organização Mundial do Turismo, a Comissão Preparatória da Organização do Tratado de Proibição Completa de Testes Nucleares, a Organização para a Proibição de Armas Químicas (OPCW), a OMC, o Fundo Monetário Internacional, a Organização Internacional para as Migrações (OIM), a Organização Mundial de Propriedade Intelectual e o Banco Mundial. O documento é redigido em inglês e francês, dois dos seis idiomas de trabalho das Nações Unidas, sendo esses dois selecionados porque o francês foi, em um passado recente, o idioma da diplomacia, mas foi substituído pelo inglês quando o Império Britânico se descolonizou, criando uma grande rede de economias diplomáticas em inglês. O UNLP é um documento de viagem válido, que pode ser usado como um passaporte nacional (somente em relação a viagens em missões oficiais). No entanto, os portadores do UNLP frequentemente se deparam com funcionários da imigração que não estão familiarizados com o documento e exigem que eles também apresentem um passaporte nacional. Assim como ocorre com os passaportes nacionais, alguns países e regiões o aceitam para entrada sem a necessidade de visto (por exemplo, Turcomenistão, Quênia, Reino Unido, Espaço Schengen, Líbano etc.), enquanto outros países podem exigir um visto antes de aceitá-lo para entrada (dependendo da nacionalidade do portador do UNLP).
Da mesma forma, o laissez-passer da União Europeia é emitido para funcionários públicos e membros das instituições da União Europeia. Ele é uma prova dos privilégios e imunidades de que gozam os seus titulares. O documento é válido em todos os países da União Europeia, bem como em mais de 100 outros países. Em 2006, a Comissão Europeia emitiu ou renovou 2 200 laissez-passer, e outros órgãos também podem emitir o documento.

O Documento de Viagem da Interpol é um documento semelhante ao laissez-passer das Nações Unidas e da União Europeia e é emitido para oficiais da Interpol para viagens a países membros. O objetivo é reduzir o tempo de resposta da equipe enviada para auxiliar em investigações criminais transnacionais, grandes eventos ou emergências, dispensando os requisitos normais de visto. Os documentos de viagem consistem em um livreto de passaporte eletrônico e um cartão de identificação eletrônico que identifica o portador como oficial da Interpol, concedendo-lhe situação especial de imigração ao viajar em missões oficiais da Interpol para os países membros participantes.

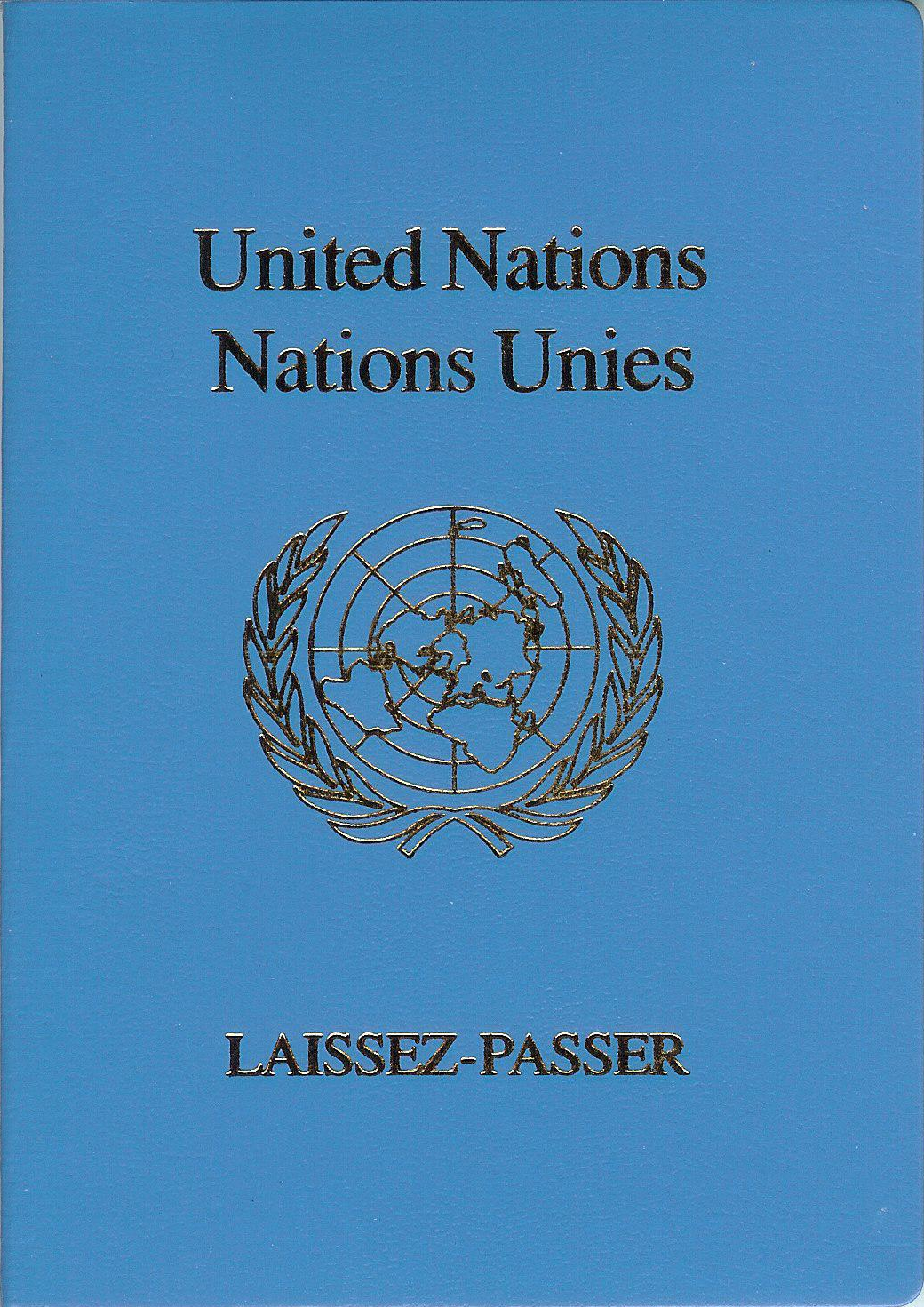
A capa de um laissez-passer azul das Nações Unidas com leitura ótica
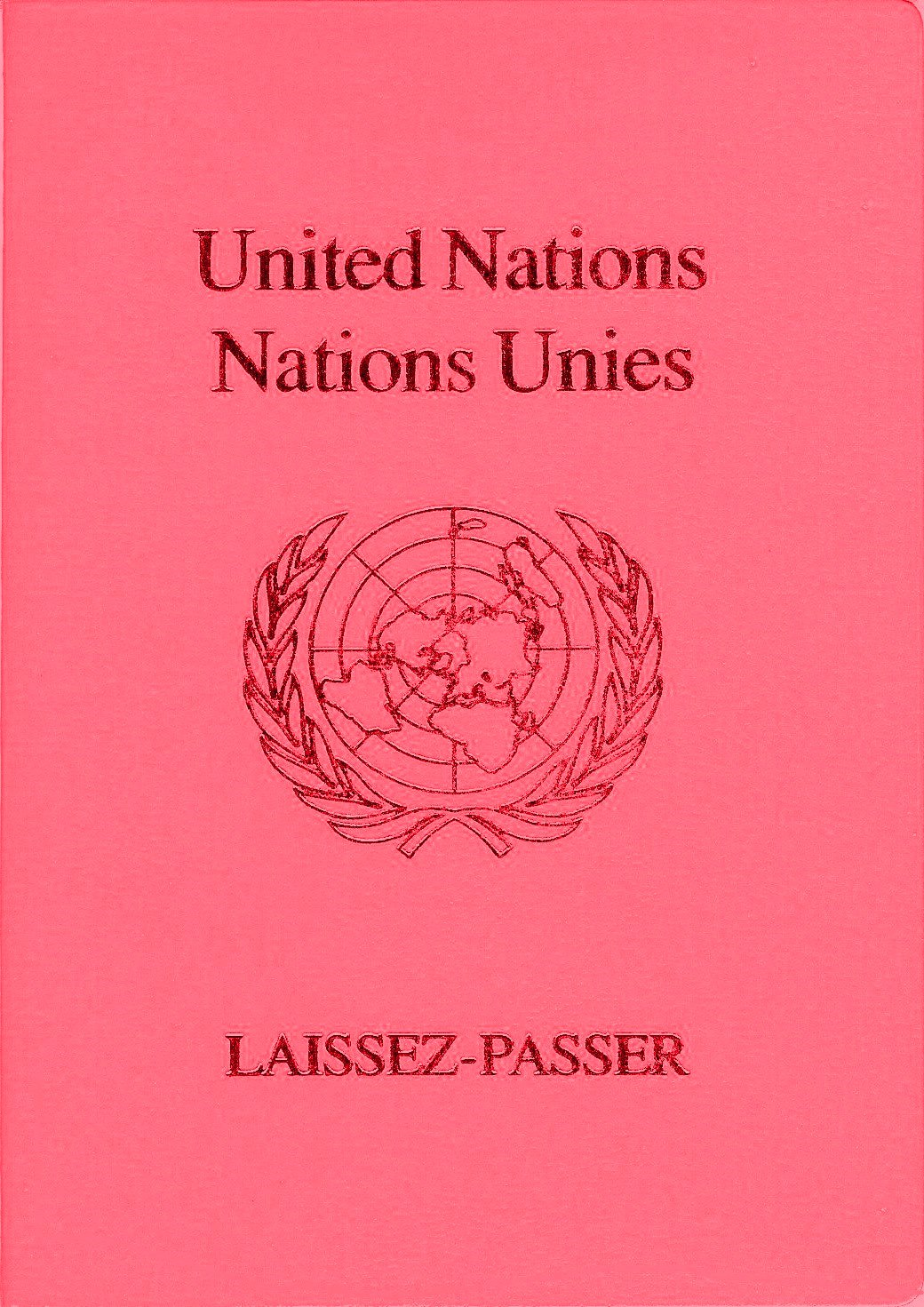
A capa de um laissez-passer diplomático das Nações Unidas vermelho com leitura ótica
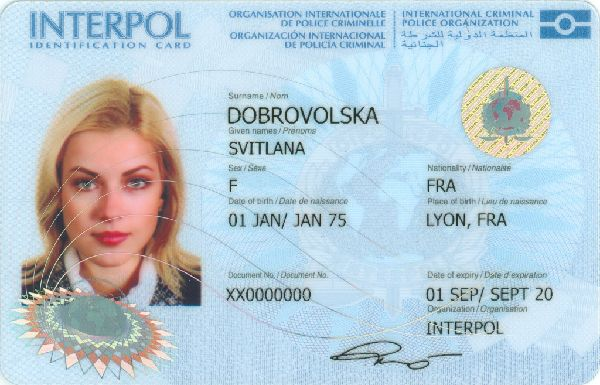
A frente do documento de viagem da Interpol em formato de cartão

Os documentos de laissez-passer também podem ser emitidos para mercadorias ou outros objetos não vivos para facilitar seu transporte entre fronteiras internacionais. Por exemplo, o Acordo sobre a Transferência de Cadáveres estabelece regras pelas quais os cadáveres humanos podem receber documentos de salvo-conduto para que um corpo seja enterrado ou cremado em um país diferente daquele em que a pessoa morreu.

## Carteiras de identidade
Algumas jurisdições permitem o uso de carteiras de identidade para passar pelos controles de fronteira. Por exemplo, ao viajar entre a Índia e o Nepal ou Butão, os cidadãos indianos podem utilizar carteiras de identidade de eleitor, cartões de alimentação ou carteiras de identidade nacionais. Os cidadãos indianos também podem obter boletos de identidade no consulado indiano em Phuntsholing se pretenderem ir além dos limites da cidade, pois Phuntsholing, a capital financeira do Butão, está de fato dentro da área de vistos e alfândega da Índia. Ao viajar para a Índia, os cidadãos do Nepal e do Butão podem utilizar documentos semelhantes. As crianças podem usar certidões de nascimento como prova de identidade. Da mesma forma, muitos países do Mercosul permitem reciprocamente viagens usando carteiras de identidade.
Os residentes permanentes das RAEs de Hong Kong e Macau não precisam de passaporte para viajar em qualquer uma das regiões, independentemente de sua situação de cidadania. Os residentes de Hong Kong podem desfrutar de um ano de acesso sem visto a Macau e os residentes de Macau podem desfrutar de 180 dias de acesso sem visto a Hong Kong. Mas os residentes não permanentes de Hong Kong e Macau que possuem um documento de identidade de Hong Kong para fins de visto ou uma permissão de visita para residentes de Macau à RAEHK podem viajar em qualquer uma das regiões com carteiras de identidade por até 30 dias.
Na Europa Ocidental, viajar usando carteiras de identidade é relativamente comum para cidadãos do Espaço Econômico Europeu e territórios adjacentes. Dentro do Espaço Schengen, há controles de fronteira limitados em vigor e as carteiras de identidade nacionais podem ser usadas para passar por eles. Desde agosto de 2021, as carteiras de identidade no Espaço Econômico Europeu foram padronizadas conforme o Regulamento da UE 2019/1157. O novo padrão tem o objetivo de substituir e uniformizar os vários modelos de carteiras de identidade atualmente em uso na União Europeia (UE) e no Espaço Econômico Europeu (EEE).
Os cidadãos do Líbano e da Jordânia não precisam de passaporte para viajar em nenhum dos países se estiverem portando carteiras de identidade, enquanto os cidadãos do Conselho de Cooperação dos Estados Árabes do Golfo precisam apenas de carteiras de identidade nacionais (também chamadas de carteiras de identidade civil) para atravessar as fronteiras dos países do conselho.
Na América do Norte, os cidadãos estadunidenses podem viajar para o Canadá ou para determinadas ilhas do Caribe usando o cartão de passaporte, enquanto as crianças com cidadania canadense ou americana podem viajar entre a América e o Canadá usando certidões de nascimento em determinadas circunstâncias. Uma Carteira de Habilitação Melhorada é uma carteira de identidade emitida por autoridades provinciais e estaduais no Canadá e nos Estados Unidos que, além de servir como carteira de habilitação válida, permite que seu portador passe pelos controles de fronteira terrestre entre os dois países. Ela é inválida para viagens aéreas e não permite que seu portador passe pelos controles de fronteira nos aeroportos. Também serve como uma carteira de motorista válida. Algumas províncias e estados podem emitir versões aprimoradas semelhantes de carteiras de identidade regionais emitidas para indivíduos que não dirigem. Da mesma forma, o BCC (Border Crossing Card) é um documento de identidade emitido pelo governo americano para cidadãos do México. Como documento autônomo, o BCC permite que seu portador visite áreas de fronteira ao entrar por terra ou mar diretamente do México por até 30 dias e, quando apresentado com um passaporte mexicano válido, funciona como um visto B1/B2 para entrada em qualquer parte dos Estados Unidos por qualquer meio de transporte. Além disso, o México permite o uso de carteiras de identidade emitidas por consulados mexicanos no exterior, carteiras de identidade de eleitor e cartões CURP por cidadãos mexicanos que entram no país, o que permite que indivíduos que usam o BCC ou um Cartão de Residente Permanente Americano como um documento de viagem autônomo quando viajam entrem novamente no México sem um passaporte.
Os membros da Comunidade da África Oriental (composta por Quênia, Tanzânia, Uganda, Ruanda e Burundi) podem emitir um passaporte da África Oriental. Os passaportes da África Oriental são reconhecidos apenas pelos cinco membros e são usados somente para viagens entre esses países. As exigências para elegibilidade são menos rigorosas do que as exigências para passaportes nacionais usados para outras viagens internacionais. Os estados-membros da Comunidade Econômica dos Estados da África Ocidental não exigem passaportes para seus cidadãos quando se deslocam dentro da comunidade. As carteiras de identidade nacionais são suficientes. Os estados-membros são Benin, Burkina Faso, Cabo Verde, Gâmbia, Gana, Guiné, Guiné Bissau, Costa do Marfim, Libéria, Mali, Níger, Nigéria, Senegal, Serra Leoa e Togo.
Muitos cidadãos da América Central e da América do Sul podem viajar dentro de suas respectivas zonas econômicas regionais, como o Mercosul e a Comunidade Andina de Nações, ou em âmbito bilateral (por exemplo, entre o Chile e o Peru, entre o Brasil e o Chile), sem passaportes, apresentando, em vez disso, suas carteiras de identidade nacionais ou, para estadias curtas, seus cartões de registro de eleitor. Em alguns casos, essa viagem deve ser feita por terra e não por via aérea. Os cidadãos do Mercosul podem viajar sem visto e somente com suas carteiras de identidade entre os países membros e associados (Colômbia, Equador, Peru, Bolívia, Chile, Paraguai, Uruguai, Brasil e Argentina).

## Documentos de viagem para residentes permanentes

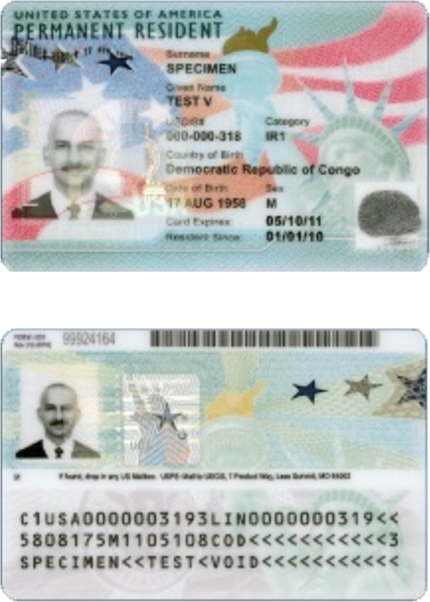
Green Card emitido para todos os residentes permanentes americanos

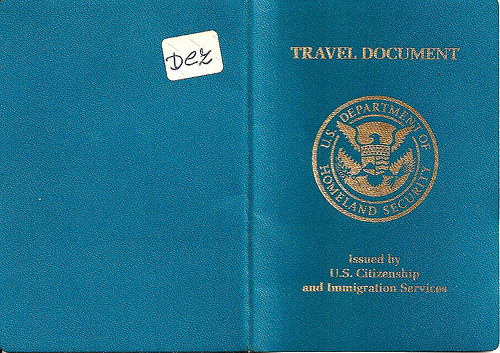
A permissão de reentrada americana é um documento de viagem para residentes permanentes emitido mediante solicitação

Alguns países emitem documentos de viagem para residentes permanentes (ou seja, cidadãos estrangeiros autorizados a residir no país por tempo indeterminado) ou outros não cidadãos, geralmente para reentrada, mas ocasionalmente também válidos para viagens internacionais.
A U.S. Re-Entry Permit é um exemplo deste tipo de documento. Válida para viagens internacionais, ela é emitida para residentes permanentes legais que estejam expatriando temporariamente no exterior. Ao contrário do "Green Card" emitido para todos os residentes permanentes, esse documento não é obrigatório. O "Green Card" americano, por si só ou em conjunto com um passaporte, é válido para viagens internacionais, embora não na mesma medida que a permissão de reentrada. Ambos os documentos podem ser utilizados para passar pelos controles de fronteira estadunidenses, independentemente da nacionalidade do portador, o que faz com que os Estados Unidos não exijam que os residentes permanentes tenham um passaporte de seu país de origem para permanecerem legalmente presentes ou entrarem legalmente.
Singapura emite carteiras de identidade nacionais para residentes permanentes da mesma forma que emite para cidadãos, mas exige adicionalmente que qualquer residente permanente que viaje para o exterior tenha uma permissão de reentrada eletrônica válida e um passaporte ou outro documento de viagem de seu país de origem. Da mesma forma, Hong Kong e Macau emitem carteiras de residente permanente para todos os residentes permanentes, incluindo aqueles sem cidadania chinesa.

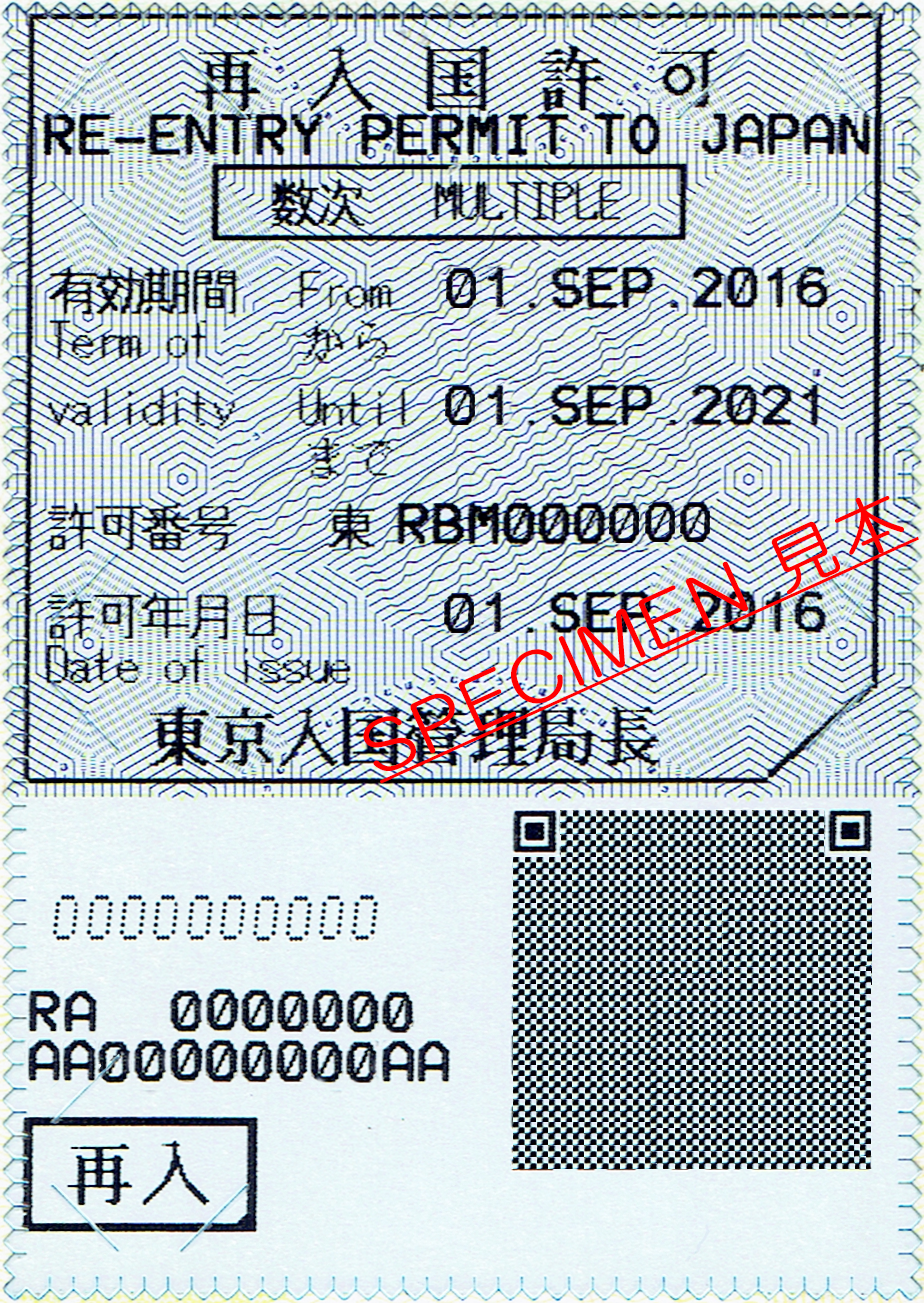
Um adesivo/carimbo da Permissão de Reentrada no Japão emitida para residentes permanentes comuns

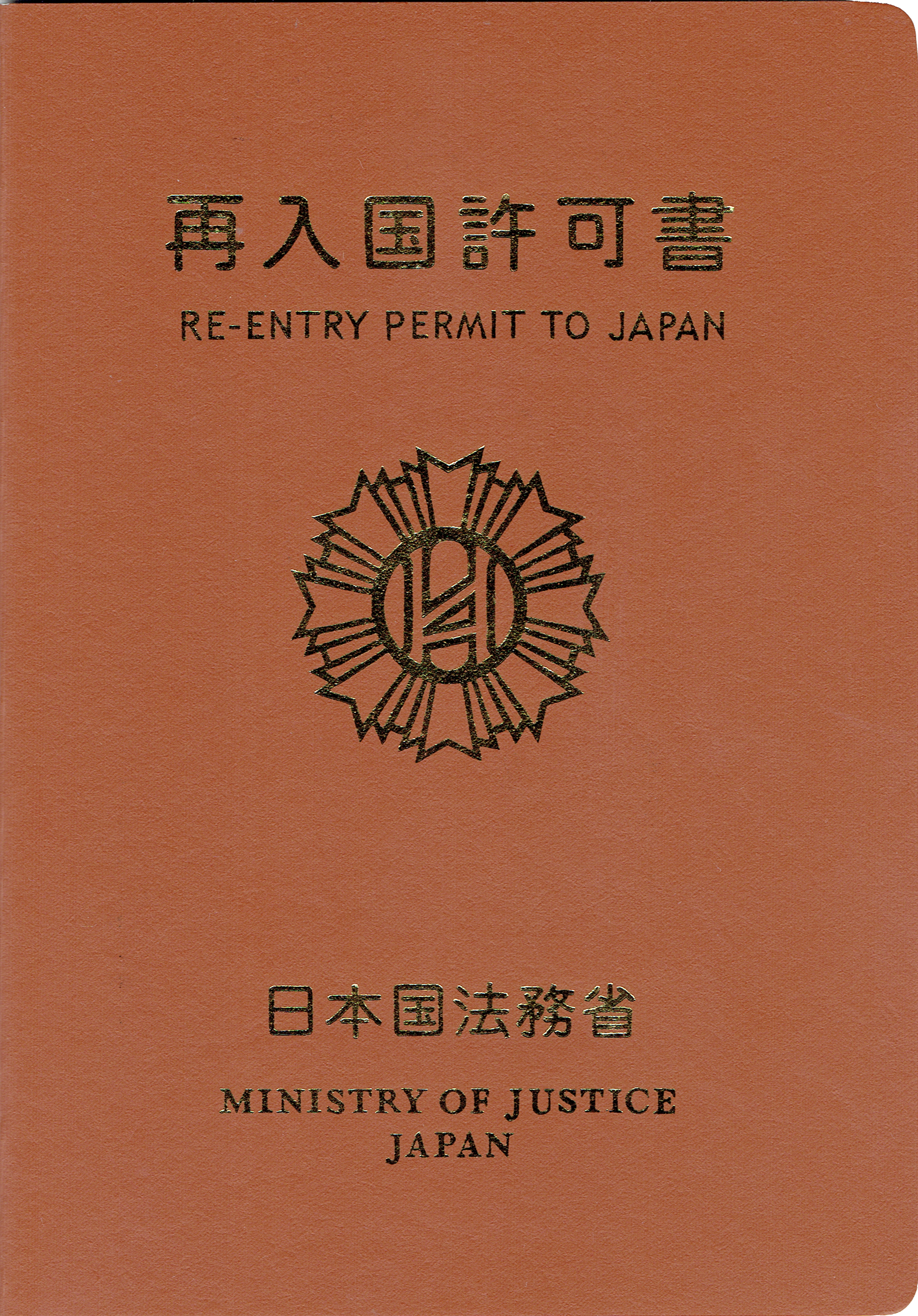
Uma permissão de reentrada no Japão em forma de livreto emitida para residentes permanentes especiais do Japão

Embora o Canadá não emita uma carteira de identidade nacional obrigatória para seus cidadãos, ele emite o cartão de residente permanente do Canadá, que serve como um documento de viagem válido para os residentes permanentes canadenses passarem pelos controles de fronteira no país. Além disso, o Canadá exige que qualquer residente permanente canadense que entre no país por via aérea use seu cartão de residente permanente ou um documento especial que autorize seu retorno. Nenhuma exigência desse tipo é imposta a um residente permanente que entre no país por via terrestre ou marítima. Os cidadãos canadenses são proibidos de usar um passaporte estrangeiro para entrar no país.
O Japão emite uma permissão de reentrada para indivíduos com situação de residente permanente. Esse documento é emitido em um de dois formatos, dependendo do status de nacionalidade do titular. Para os residentes permanentes comuns que possuem um passaporte de seu país de cidadania, ela é emitida como um carimbo ou adesivo afixado em uma página do passaporte do titular. Para os membros da comunidade Chōsen-seki e descendentes de imigrantes taiwaneses cujos ancestrais se mudaram para o Japão quando a Coreia e Taiwan eram colônias japonesas, classificados como residentes permanentes especiais, é emitida uma Permissão de Reentrada no Japão em forma de livreto para viagens internacionais. Embora os residentes permanentes especiais sejam tratados pelas autoridades japonesas como semelhantes aos cidadãos japoneses na maioria dos aspectos, incluindo o acesso à assistência consular, eles não podem participar de eleições ou exercer outros direitos reservados especificamente aos cidadãos japoneses. No entanto, eles têm mais direitos legais do que os residentes permanentes comuns. Por exemplo, os residentes permanentes especiais não estão sujeitos ao controle de imigração conforme o Artigo 5 da Lei de Controle de Imigração de 1951. Durante a pandemia de coronavírus de 2020, os residentes permanentes especiais tiveram o direito de retornar, enquanto outros residentes permanentes não tiveram permissão para entrar no Japão.

## Documento de identidade dos marinheiros

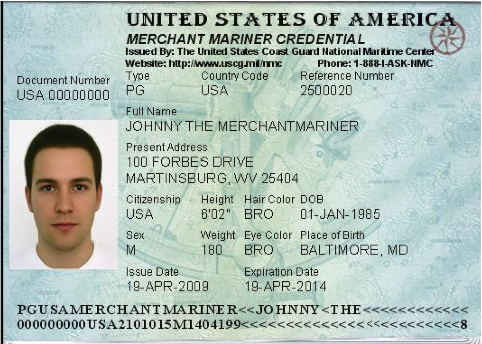
Página de dados de um documento de identidade de marinheiro

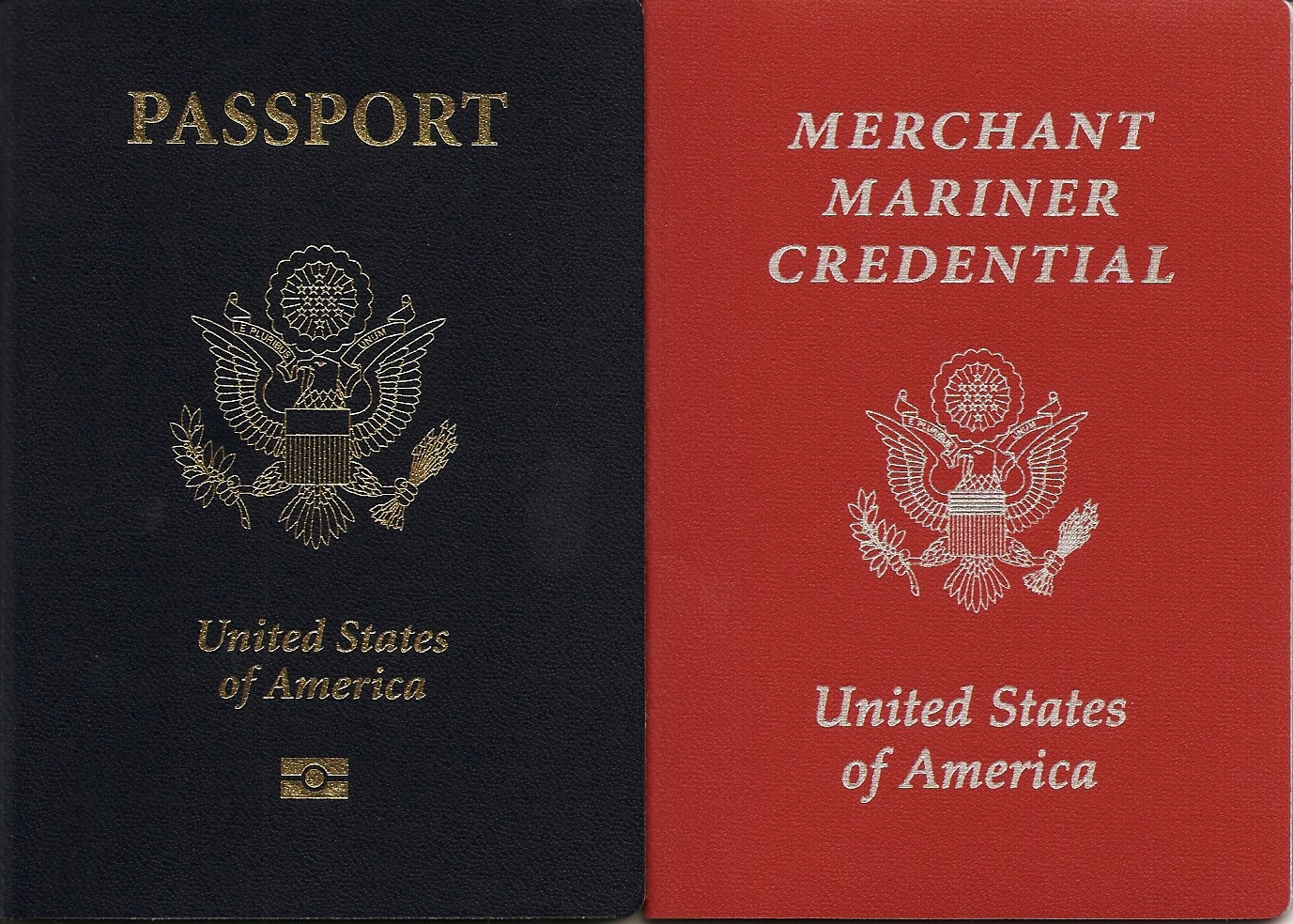
Comparação entre um passaporte e um documento de identidade do marinheiro

Um documento de identidade de marinheiro (também conhecido como documento de identidade de marítimo ou credencial de marinheiro mercante) é um documento de viagem emitido para indivíduos autorizados a servir como membros da tripulação a bordo de embarcações envolvidas em viagens internacionais. Como um passaporte comum, ele contém as informações pessoais de seu titular e é geralmente emitido pelas mesmas autoridades. Além disso, contém informações sobre as qualificações de seu portador para servir na tripulação de um navio. Em certas jurisdições, os documentos de identidade dos marítimos têm direito a exigências simplificadas de visto quando viajam a serviço. Por exemplo, a China continental mantém um regime de visto simplificado para portadores de identidades de marinheiros de determinados países que estejam viajando a serviço.

## Documentos de viagem especiais
Embora a maioria dos viajantes internacionais passe pelos controles de fronteira usando passaportes ou carteiras de identidade nacionais, uma grande variedade de documentos de viagem é utilizada por indivíduos em situações irregulares, desde apátridas até indivíduos afetados por disputas de fronteiras internacionais, consequências da queda de países como a Jugoslávia ou a URSS, ou outras complexidades legais. Estes documentos de viagem estão geralmente sujeitos a um exame mais minucioso por parte das autoridades de controle de fronteiras, com países como Singapura impondo controles rigorosos sobre apátridas e refugiados, independentemente do país emissor de seus documentos de viagem.

### Certidão de identidade

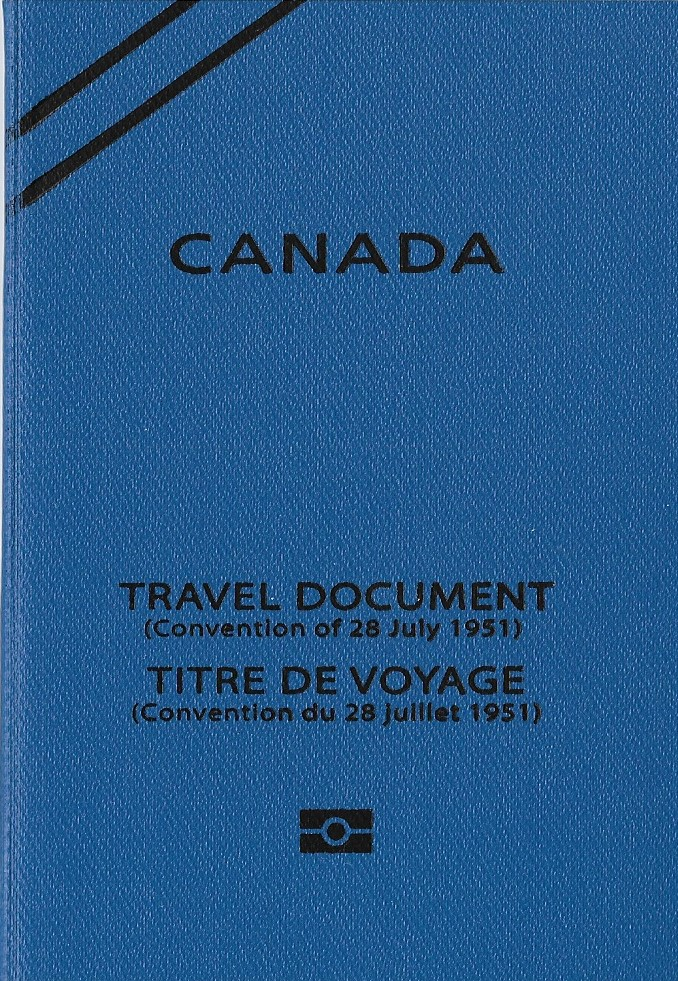
Documento de viagem para refugiados canadense

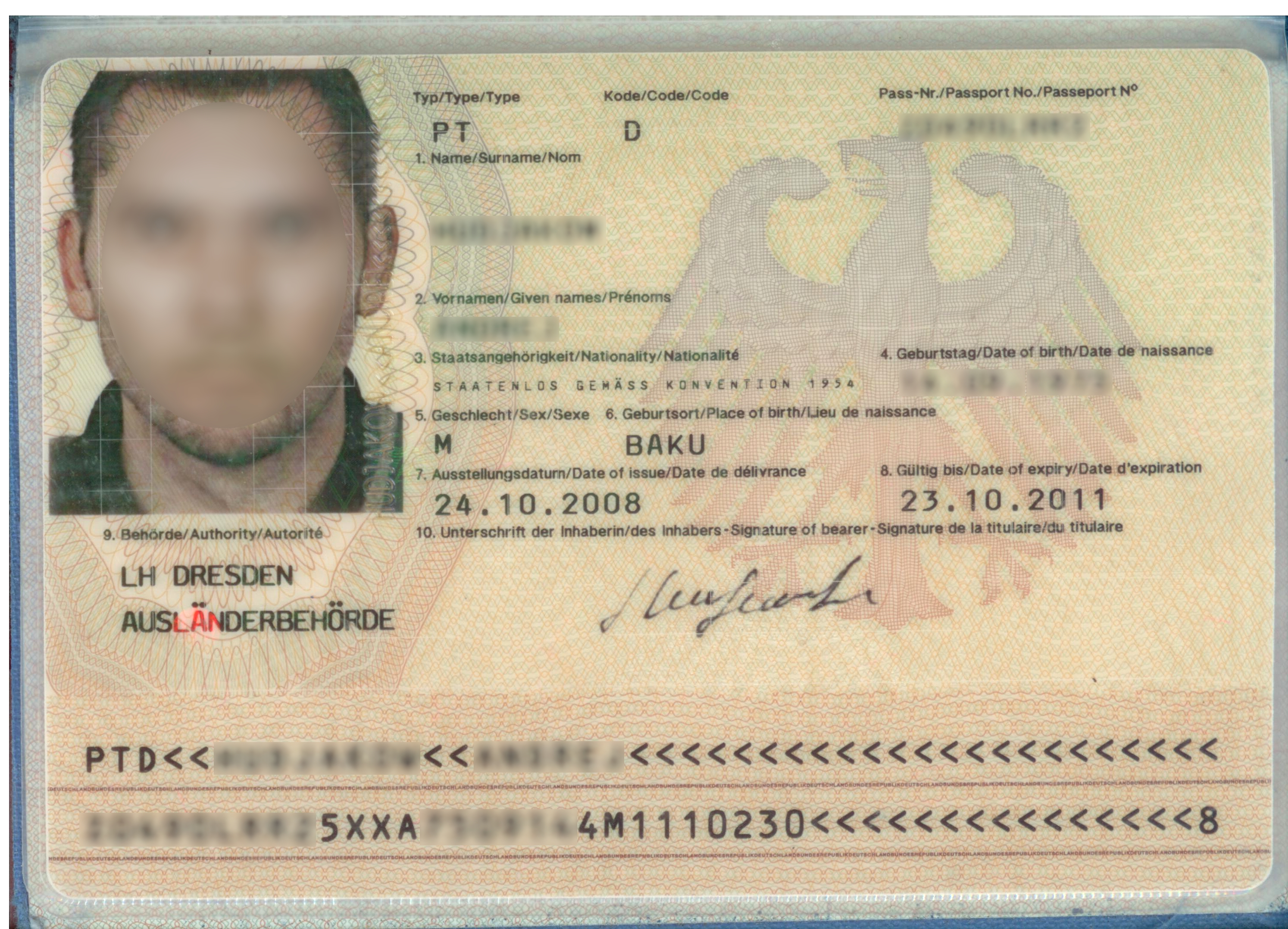
Um documento de viagem da Convenção de 1954 emitido na Alemanha em 2008

Uma certidão de identidade é um documento de viagem emitido por um país para não cidadãos (também chamados de estrangeiros) que residem dentro de suas fronteiras, que são apátridas ou que, de outra forma, não podem obter um passaporte de seu estado de nacionalidade (geralmente refugiados). Alguns países também emitem certidões de identidade para seus próprios cidadãos como uma forma de passaporte de emergência ou no lugar de um passaporte. As exigências de visto das certidões de identidade podem ser diferentes das dos passaportes comuns. Há três tipos de certidão de identidade: documentos de viagem da Convenção de 1954, documentos de viagem da Convenção de 1951 e documentos de viagem não relacionados a convenções.
Um documento de viagem da Convenção de 1954 é uma certidão de identidade emitida para uma pessoa (normalmente, mas nem sempre, apátrida) em circunstâncias de dificuldades para obter um documento de viagem de seu país de origem.
Da mesma forma, um documento de viagem da Convenção de 1951 (ou documento de viagem de refugiado) é uma certidão de identidade emitida para um refugiado pelo Estado em que ele reside normalmente, permitindo que ele viaje para fora deste Estado e retorne a ele. É improvável que os refugiados consigam obter passaportes de seu estado de nacionalidade (do qual solicitaram asilo) e, portanto, precisam de documentos de viagem para poderem fazer viagens internacionais. Os 145 estados que fazem parte da Convenção de 1951 sobre o Estatuto dos Refugiados são obrigados a emitir documentos de viagem para os refugiados que residem legalmente em seu território. Os documentos de viagem dos refugiados são livretos semelhantes a passaportes. Sua capa traz as palavras "Documento de viagem" em inglês e francês (e, muitas vezes, no idioma do país emissor), bem como a data da convenção: 28 de julho de 1951. Os documentos eram originalmente cinza, embora alguns países agora os emitam em outras cores, com duas linhas diagonais no canto superior esquerdo da capa.
Documentos de viagem não provenientes de convenções (ou não nacionais) são certidões de identidade emitidos por um país para residentes não cidadãos (também chamados de estrangeiros) que não têm acesso a passaportes de seus próprios países, não são reconhecidos como refugiados da Convenção e não são oficialmente apátridas de acordo com a Convenção de 1954 sobre o Estatuto dos Apátridas (ou o país em que vivem não assinou essa convenção). Esses documentos são emitidos em muitas jurisdições em todo o mundo, nas quais um número significativo de residentes é apátrida. Por exemplo, os residentes permanentes de Singapura que são apátridas recebem Certidões de Identidade em forma de livreto no lugar de um passaporte, enquanto a Indonésia emite o Paspor Orang Asing para seus residentes permanentes apátridas. O Documento de Identidade de Hong Kong para Fins de Visto e a Permissão de Viagem de Macau têm função semelhante nas regiões administrativas especiais da China e são emitidos para residentes permanentes apátridas e para cidadãos chineses que residem temporariamente na região e que não têm residência permanente em Hong Kong ou Macau nem status de residência na China continental e, portanto, não são elegíveis para nenhuma categoria de passaporte chinês.
O governo indiano emite certidões de identidade não acordados em convenções para membros da grande comunidade tibetana no exílio e para outros residentes apátridas da Índia. Os certificados de identidade são emitidos rotineiramente mediante solicitação do governo tibetano do Dalai Lama no exílio, com sede em Dharamsala. Esse documento é aceito pelas políticas de controle de fronteira da maioria dos países no lugar de um passaporte, embora não seja um documento legível por máquina. Os tibetanos que viajam para áreas administradas pela República da China ou pela República Popular da China podem ser solicitados a usar um passaporte chinês sem direito de residência, ou um documento de viagem chinês. Quando emitido para um tibetano residente na Índia, um certificado de identidade é invariavelmente endossado como sendo válido para o retorno à Índia e, portanto, isenta o portador da necessidade de visto para passar pelos controles da fronteira indiana na reentrada.
Entre 2000 e 2008, a Missão de Administração Provisória das Nações Unidas em Kosovo (UNMIK) emitiu o UNMIK Travel Document, um documento de viagem não convencionado, para residentes de Kosovo que não puderam obter um passaporte da Jugoslávia, para fins de viagem ao exterior. Depois que o governo de Kosovo começou a emitir seus próprios passaportes, a UNMIK parou de emiti-los. Os documentos de viagem existentes da UNMIC mantiveram sua validade até a expiração (os últimos expiraram em 2010). Tendo em vista a controvérsia sobre a nacionalidade dos residentes de Kosovo, o documento de viagem da UNMIK não continha informações sobre a nacionalidade. O documento tinha a etiqueta UNMIK travel document/titre de voyage na capa, continha 32 páginas e era válido por 2 anos. Ele continha uma tarja de leitura óptica. Como a autoridade emissora era a UNMIK, o documento tinha o código oficial de três letras "UNK", onde normalmente é colocado o código do país. Esse era o único outro documento de viagem emitido pelas Nações Unidas além do Laissez-Passer das Nações Unidas, emitido principalmente para funcionários da ONU e de suas agências especializadas. Como a situação de Kosovo era e continua sendo controversa, o documento não foi amplamente aceito e, embora os Estados Unidos tenham aceitado o documento de viagem da UNMIK, não colocaram adesivos de visto no próprio documento, mas em uma folha separada.

### Documento de viagem chinês

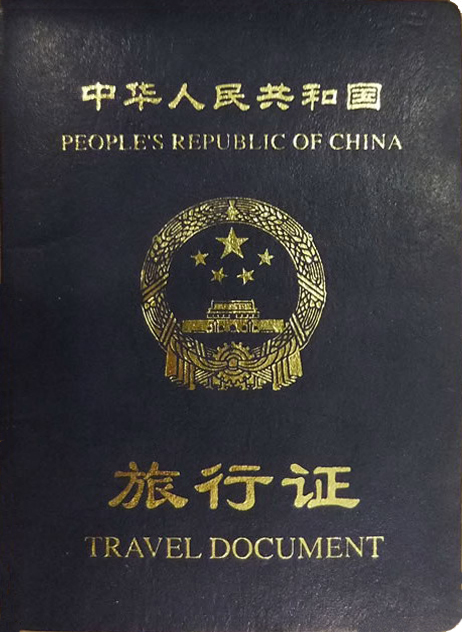
Documento de viagem chinês

O governo chinês exige que alguns cidadãos chineses usem o documento de viagem chinês (chinês simplificado: 中国旅行证, pinyin: Zhōnghuá Rénmín Gònghéguó Lǚxíng Zhèng) ao entrar no continente. As circunstâncias em que este documento é exigido incluem:
- Quando for "inconveniente", "desnecessário" ou não for permitido emitir um passaporte da República Popular da China para cidadãos chineses.[68]
- Os cidadãos chineses residentes na China continental que perderam o passaporte durante uma viagem ao exterior podem solicitar esse documento como um passaporte de emergência para retornar à China.
- Cidadãos chineses residentes permanentes em Hong Kong e Macau que pretendem entrar na China continental diretamente de outros países sem uma Permissão de Retorno.
- Residentes taiwaneses das áreas administradas pela República da China[n 10] que pretendem entrar na China continental ou em Hong Kong diretamente de outros países, que são cidadãos chineses conforme a lei chinesa. Viajar para Hong Kong, no entanto, exige uma solicitação separada para uma permissão de entrada do tipo visto.
- Cidadãos chineses nascidos no exterior que adquiriram a nacionalidade chinesa ao nascer, conforme a Lei de Nacionalidade da República Popular da China, por meio do jus sanguinis. O documento de viagem chinês é emitido como um documento de identificação e de viagem chinês.
- Cidadãos chineses nascidos na China que não tenham um Hukou na China e que tenham saído da China usando uma permissão de saída. Isso pode incluir uma pessoa que tenha um passaporte não chinês.

### Documento de viagem israelense no lugar de um passaporte nacional
Um documento de viagem que substitui o passaporte nacional (em hebraico:  תעודת מעבר במקום דרכון לאומי Teudat Ma'avar bimkom Darkon Leumi) pode ser emitido para um cidadão israelense em diversas circunstâncias.

Normalmente, eles são válidos por dois anos, mas não por mais de cinco anos. A emissão de documentos de viagem em vez de passaportes tornou-se predominante na década de 1990, quando o governo israelense reagiu a uma onda de gangues russas do crime organizado que imigraram para Israel e começaram a usar passaportes israelenses para suas atividades. As pessoas que possuem esses documentos de viagem podem enfrentar um maior escrutínio por parte dos oficiais de controle de fronteira no exterior, bem como a inelegibilidade para a entrada sem visto em determinadas jurisdições.

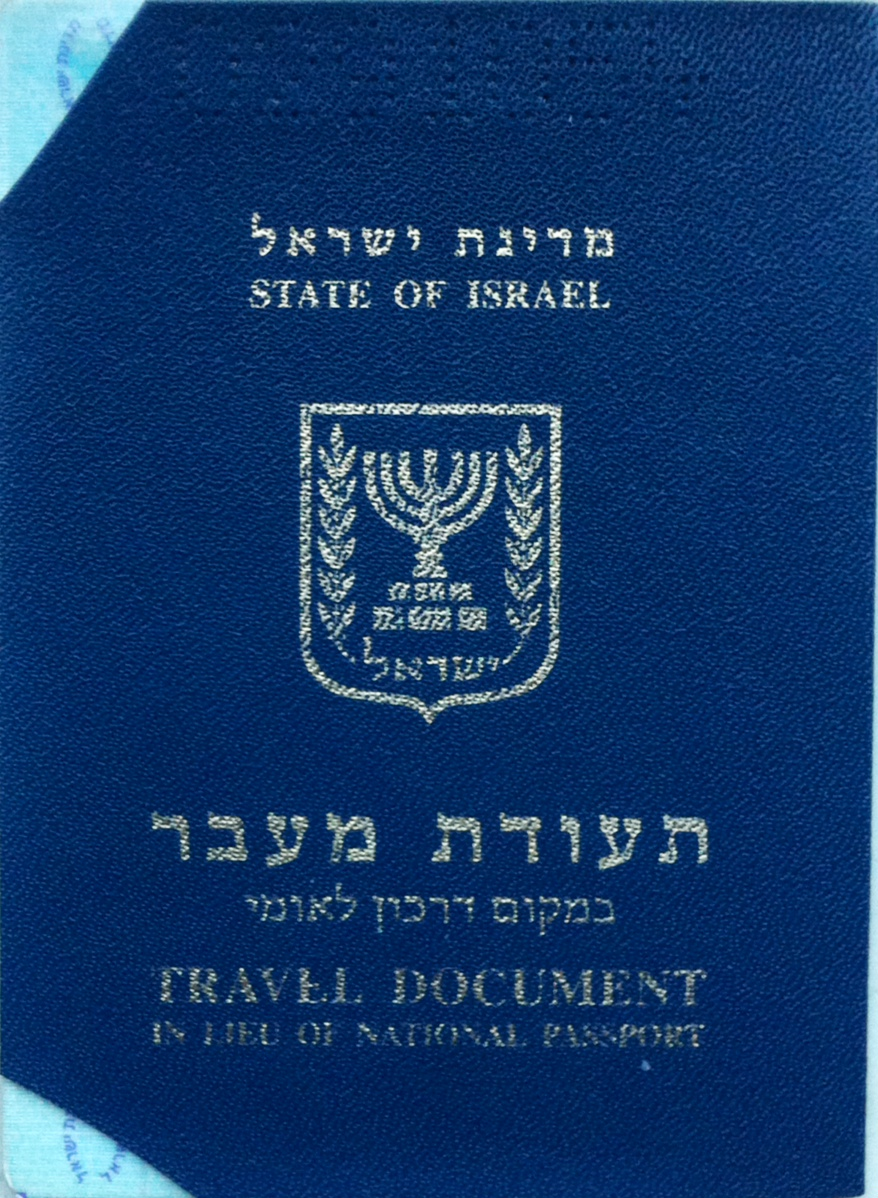
Capa do documento de viagem israelense
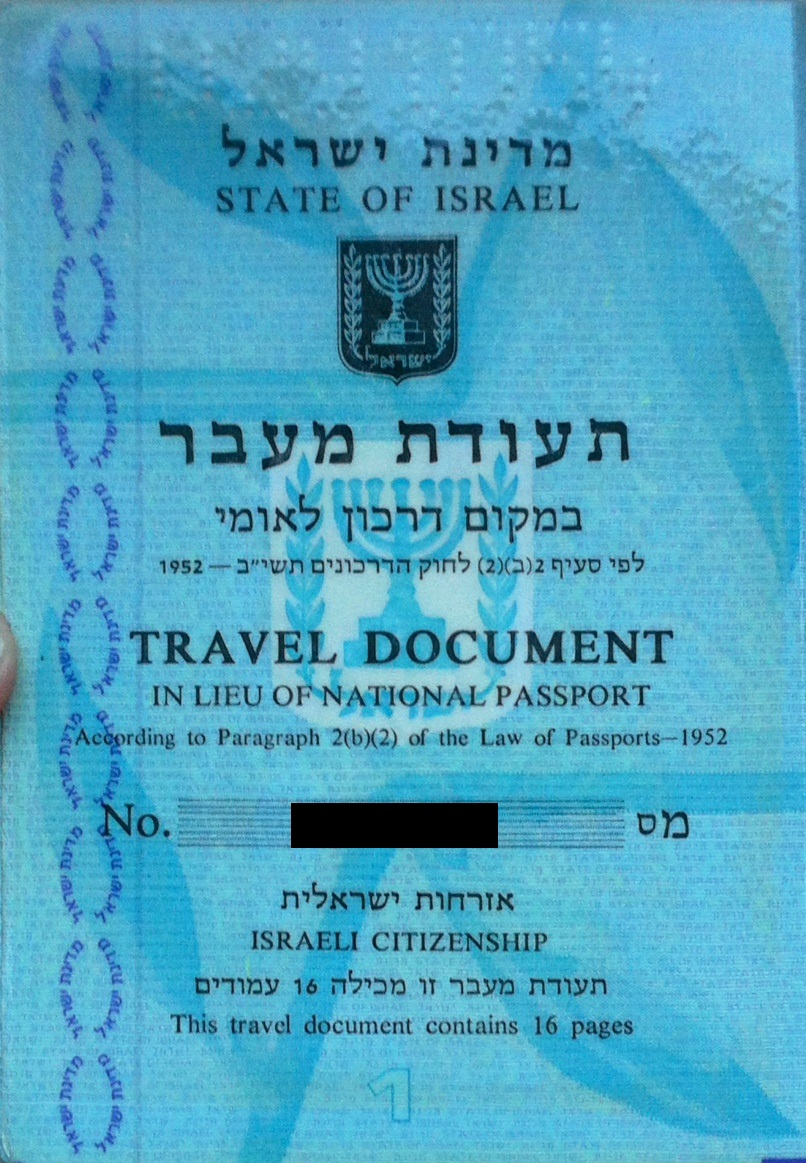
A primeira página do documento de viagem israelense

## Documentos de viagem para animais

### Esquema de viagem parapets
O Pet Travel Scheme (PETS) é um sistema que permite que os animais viajem facilmente entre os países membros sem passar por quarentena. Um passaporte para animais de estimação é um documento que registra oficialmente as informações relacionadas a um animal específico, como parte desse procedimento. O efeito é acelerar e simplificar drasticamente a viagem e o transporte de animais entre os países membros, em comparação com os procedimentos anteriores, se os regulamentos forem seguidos. Em 1º de outubro de 2001, a União Europeia introduziu o esquema PETS, segundo o qual os animais de qualquer país membro podem viajar livremente para qualquer outro país membro em transportadores aprovados. O PETS foi originalmente introduzido para o benefício dos animais que entram ou retornam ao Reino Unido vindos de outros países da União Europeia, já que historicamente o Reino Unido tinha controles muito fortes para se proteger contra a raiva, incluindo um período obrigatório de quarentena de seis meses para a importação de muitos animais. Com o passar do tempo, o esquema foi implementado em outros países, como Estados Unidos, Canadá, Austrália e Nova Zelândia.
O passaporte do animal de estimação vem em vários formatos, às vezes em uma folha A4 rosa, às vezes em um pequeno livreto azul. Ele contém o microchip ou o número da tatuagem do animal, a certificação de que ele foi vacinado contra a raiva e precisa ser assinado por um veterinário oficialmente aprovado. Um novo estilo de passaporte com tiras laminadas e medidas de segurança adicionais foi introduzido no Reino Unido em dezembro de 2014. Os passaportes antigos continuam válidos. O passaporte não deve ser confundido com uma pasta muito menor (às vezes de cor roxa), rotineiramente emitida por veterinários, que registra o histórico completo de vacinação do animal de estimação.
Requisitos para animais elegíveis:
- Implante de microchip subcutâneo (abaixo da pele) que atende à especificação da Sociedade Internacional de Farmacovigilância (SoP).
- Vacinação antirrábica certificada e resultados de um teste de sorologia sanguínea para confirmar a presença de anticorpos contra a raiva. Para viagens de animais de estimação na Europa, a vacina antirrábica deve ser administrada por um veterinário com um mínimo de 21 dias antes da viagem. Alguns países podem ser diferentes e sempre verifique com seu veterinário de confiança os procedimentos a serem seguidos.[80]
- Comprovante de tratamento para carrapatos, pulgas e tênias.
- Carta ou certificado do veterinário confirmando que está apto a viajar e/ou que não há sinais óbvios de doença.
- Certificação do governo de que a documentação e os certificados do veterinário estão em ordem para a viagem.

Em alguns países, é necessário o passaporte formal. Outros aceitam a documentação de qualquer forma, desde que ela forneça evidências claras do procedimento que está sendo seguido. Normalmente, o animal e seus documentos são verificados minuciosamente na partida e na chegada.
O passaporte do animal de estimação, por si só, pode ser usado para entrar em alguns países se registrar todas as informações relevantes (por exemplo, o Reino Unido), mas não será suficiente para entrar em muitos países. Por exemplo, a Guatemala, em comum com quase todos os países que operam esse tipo de esquema, exige que todos os animais de estimação importados sejam vacinados contra a raiva, mas não aceita o passaporte do animal de estimação como prova desta vacinação. Eles exigem a comprovação da vacinação contra a raiva nos registros do animal.
O tratamento contra tênia deve ser administrado por um veterinário no mínimo 24 horas e no máximo 120 horas (1 a 5 dias) antes do horário de chegada programado.
Regulamentações específicas de cada país:
- Reino Unido: As regras para trazer animais de estimação para o Reino Unido podem ser bastante complexas. O site oficial do governo do Reino Unido[83] aborda esse tópico em detalhes. Cães, gatos e furões com passaportes para animais de estimação de países da UE (e de alguns outros) podem entrar no Reino Unido por rotas específicas e companhias de balsa, incluindo o túnel do Canal da Mancha de carro. Antes de entrar no Reino Unido, a maioria dos cães de estimação (incluindo cães de serviço), mas não gatos ou furões, deve ser tratada contra tênia.[83] O tratamento deve ser administrado por um veterinário no mínimo 24 horas e no máximo 120 horas (1 a 5 dias) antes do horário programado de chegada ao Reino Unido. ( Não há exigência obrigatória para o tratamento de carrapatos.) Nenhum tratamento é exigido para cães que entram no Reino Unido vindos da Finlândia, Irlanda, Noruega ou Malta.[84] Todos os animais (exceto cães-guia) que viajam de avião para o Reino Unido devem viajar no porão como carga manifesta e só podem usar aeroportos e companhias aéreas específicos. (Regras semelhantes se aplicam a animais de estimação que chegam por via marítima, exceto por serviços específicos de balsa). A legislação britânica determina que todos os animais entrem no Reino Unido por via aérea, seja na cabine ou no porão, como bagagem "excedente" ou "despachada". A maioria das companhias aéreas não oferece serviços de carga para passageiros individuais diretamente, e são normalmente utilizados agentes especializados. No Reino Unido, a legislação não proíbe o transporte de cães e gatos na cabine ou como bagagem de porão ao partir do Reino Unido, mas restrições podem ser impostas por companhias aéreas individuais ou países de destino. A Swiss Airlines publica um guia útil[85] que é típico dos serviços propostos por várias companhias aéreas europeias.
- Japão: Embora participe do esquema PETS, para trazer animais de estimação dos estados-membros para o Japão, há vários procedimentos separados que devem ser seguidos. Esses procedimentos não abrangem Islândia, Austrália, Nova Zelândia, Fiji, Havaí e Guam, que têm status de região designada como "livre de raiva". Se você levar um animal de estimação para fora do Japão, pode levar de 6 meses a um ano para que ele volte a entrar. Incluindo contato prévio com a quarentena japonesa vários meses antes da entrada.[n 12][86]

O esquema PETS ainda não está padronizado. Isso gera bastante confusão. Cada viagem entre dois países deve ser pesquisada separadamente para garantir que o animal será aceito para viajar e retornar ao ponto de partida. Alguns pontos a considerar:
- O principal motivo de atraso na obtenção de um passaporte para animais de estimação é o tempo necessário para a vacinação contra a raiva. As implicações são:

1. Um animal pode receber uma vacina antirrábica válida e um exame sorológico e, em seguida, solicitar um passaporte no local, em uma data posterior.
2. Um animal cuja vacinação antirrábica ficar desatualizada (normalmente de 1 a 2 anos) por um dia sequer, sem um reforço, deve começar com uma nova vacinação e demorar mais tempo.

- Como o PETS tem abrangência europeia, as regulamentações podem ser diferentes para viagens dentro e fora da Europa. Os tutores de animais de estimação devem tomar cuidado, pois os requisitos para viajar para um destino podem ser bem diferentes dos requisitos ao retornar.
- Pode ser necessária uma caixa de transporte adequada e aprovada pelo transportador, que deve ter os recipientes corretos para comida e água, conforme estabelecido pelos órgãos relevantes.
- Animais não devem ser sedados para viagens aéreas, pois a altitude pode afetar os medicamentos. Atualmente, a maioria das companhias aéreas não aceita animais sedados. Em vez disso, eles são mantidos em um porão escuro, aquecido e pressurizado, o que os incentiva a dormir durante a viagem.
- Animais maiores podem ficar restritos a rotas de companhias aéreas que possam acomodar suas caixas. Nem todas as companhias aéreas transportam animais e as tarifas variam muito, ou seja, informe-se com cada companhia aérea antes de viajar.
- Algumas rotas não transportarão animais se a temperatura for adversa.
- Muitas companhias aéreas não são capazes de fornecer detalhes sobre os procedimentos formais; talvez seja necessário consultar um veterinário ou o consulado dos países em questão para confirmar os detalhes.
- Nas companhias aéreas, os animais podem viajar como excesso de bagagem ou carga. O "excesso de bagagem" (na verdade, tratando a caixa e o animal como outra mala) garante que eles viajem no mesmo voo e geralmente é muito mais barato.
- O Reino Unido restringe a entrada de voos que transportem animais como carga. Uma alternativa mais barata para contornar essa aberração nas regras é voar para alguma outra cidade europeia, como Paris ou Amsterdã, e depois viajar para o Reino Unido de trem/comboio ou balsa, que não têm essa restrição. Os passageiros que viajam com animais por trem ou balsa de ou para o Reino Unido devem, em muitos casos, ter acesso a um veículo, pois atualmente não é possível levar animais diretamente a pé pelo Eurostar e nem na maioria das rotas de balsa. Depois de chegar à Europa vindo de um país participante não pertencente à UE, o certificado recebido da alfândega/quarentena é válido para viagens em toda a Europa por até 4 meses, embora seja melhor entrar em contato diretamente com o DEFRA antes da viagem.

### Passaportes para cavalos
Um passaporte para cavalos é uma documentação que permite que cavalos sejam identificados com precisão e transportados internacionalmente com mais facilidade. Nos Estados Unidos, eles são destinados principalmente a animais que competem em eventos da Federação Equestre Internacional (FEI). No Reino Unido, agora é exigido que todos os equinos tenham um "passaporte" e um animal não pode ser vendido sem ele.
A lei do Reino Unido, aprovada em 2003, permite que os proprietários evitem que um cavalo entre na cadeia alimentar para abate, assinando uma declaração que permite que o cavalo seja tratado com medicamentos baratos, mas não apropriados para animais que serão usados como alimento. Isso também significa que os proprietários terão que encontrar um meio diferente do abate para se livrar de um cavalo indesejado. Todos os equinos, incluindo cavalos, pôneis, burros e outros equídeos, devem ter um passaporte e os proprietários podem ser multados em até £5.000 se o animal não o tiver.
Nos Estados Unidos, a Federação Equestre dos Estados Unidos (USEF) emite passaportes para competições da FEI. Para obter um passaporte, o cavalo deve ter registro vitalício na USEF, ser de propriedade de um cidadão americano, que deve ser membro da USEF. O passaporte deve ser renovado a cada quatro anos e atualizado se o animal mudar de proprietário.

## Documentos de viagem internos
Em países que mantêm controles de fronteiras internas, são necessários documentos de viagem para os viajantes que cruzam as fronteiras internas.
Os documentos de viagem internos são comumente emitidos em regiões minoritárias e fronteiriças da Índia e da China. Na Índia, são necessárias autorizações especiais para viajar em praticamente todo o nordeste do país e as exigências podem variar em cada estado. Ocasionalmente, são feitas provisões especiais para indivíduos do Butão ou do Nepal que estejam indo ou voltando de seu país de origem. Além disso, as pessoas que chegam às Ilhas Andaman e Nicobar vindas de outros lugares da Índia recebem carimbos de passaporte (veja a galeria no final da seção), embora apenas os estrangeiros estejam normalmente sujeitos às exigências de permissão. As permissões emitidas para regiões minoritárias na Índia incluem:
- Permissões de Área Restrita e Permissões de Área Protegida para estrangeiros em partes do nordeste da Índia e nas Ilhas Andamã e Nicobar.
- Permissões internas para cidadãos indianos.

Da mesma forma, na Região Autônoma do Tibete (tibetano: བོད་རང་སྐྱོང་ལྗོངས།; Wylie: Bod-rang-skyong-ljongs; chinês simplificado: 西藏自治区; chinês tradicional: 西藏自治區, pinyin: Xīzàng Zìzhìqū), são emitidas duas categorias de permissões:
- As permissões de viagem para o Tibete (em chinês: 外国人入藏函, "carta de entrada para estrangeiros") são necessárias para todos os estrangeiros (bem como para os cidadãos chineses da República da China) entrarem na região.
- A permissão de viagem para estrangeiros exigida para que os portadores da permissão de viagem para o Tibete viajem para fora das principais áreas urbanas e turísticas da região.
- A permissão militar (ou permissão de fronteira)[92] é necessária para viajar para Ngari (tibetano: མངའ་རིས་ས་ཁུལ་; chinês: 阿里), Nyingchi (tibetano: ཉིང་ཁྲི་ས།; chinês: 林芝) e Nagqu (tibetano: ནག་ཆུ།; chinês: 那曲).
- Além disso, são emitidas permissões especiais para cidadãos da Índia e do Butão para peregrinações religiosas a locais sagrados hindus e budistas na Região Autônoma do Tibete.[92]

As viagens aéreas e ferroviárias internas dentro de partes não autônomas da Índia e da China continental também exigem, em geral, que os documentos de viagem sejam verificados por funcionários do governo como uma forma de controle de fronteira interna. Para tais viagens dentro da Índia, os cidadãos indianos podem utilizar seu título de eleitor, carteira de identidade nacional, passaporte ou outro comprovante de cidadania indiana, enquanto os cidadãos nepaleses podem apresentar qualquer comprovante semelhante de cidadania nepalesa. Enquanto isso, para viagens dentro da China continental, os cidadãos chineses do continente devem usar suas carteiras de identidade nacionais.
Dentro da China, controles extensivos de fronteira também são mantidos para quem viaja entre a China continental, as regiões administrativas especiais de Hong Kong e Macau e as áreas controladas pela República da China. Os estrangeiros precisam apresentar seus passaportes ou outros tipos de documentos de viagem exigidos ao viajar entre essas áreas. Para os cidadãos chineses (inclusive aqueles com posição de cidadão britânico (ultramarino)), há documentos especiais para viajar entre esses territórios. Existem acordos semelhantes para viagens entre territórios controlados pela República da China e territórios controlados pela República Popular da China. Os controles de fronteiras internas na China também resultaram na criação de permissões especiais que permitem que os cidadãos chineses imigrem ou residam em outras áreas de imigração dentro do país. Os seguintes documentos são atualmente emitidos para esta finalidade:
- Para os habitantes do continente que migram para qualquer uma das duas Regiões Administrativas Especiais, as autoridades do continente emitem a Permissão de Viagem Única (em chinês: 单程证; pinyin: Dānchéngzhèng). Como a política foi criada para reduzir a emigração do continente e não a imigração para qualquer uma das RAE, a emissão é de responsabilidade exclusiva das autoridades do continente.
- Desde setembro de 2018, as autoridades da China continental emitem a Autorização de Residência para Residentes de Hong Kong, Macau e Taiwan (chinês: 港澳台居民居住证; pinyin: Gǎng-Aò-Tái Jūmín Jūzhùzhèng), autorizando cidadãos chineses de Hong Kong, Macau e áreas administradas pela República da China a residir na China continental. A permissão foi projetada para se assemelhar à carteira de identidade nacional emitida para indivíduos com registro de residência na China continental e permite que os titulares acessem serviços dos setores público e privado que exigem um número de carteira de identidade nacional.

Na Malásia, onde um acordo foi firmado durante a formação do país, os estados de Sabá e Sarauaque, no leste da Malásia, foram autorizados a manter seus respectivos sistemas de controle de imigração. Portanto, é necessário um passaporte para os visitantes estrangeiros que viajam da Malásia Peninsular para a Malásia Oriental, bem como para se deslocar entre Sabah e Sarawak. Para visitas sociais/de negócios com duração de até 3 meses, os malaios da Península devem apresentar um MyKad ou, para crianças com menos de 12 anos, uma certidão de nascimento, e obter um formulário especial impresso de imigração que deve ser conservado até a partida. No entanto, é possível apresentar um passaporte malaio ou um documento de viagem restrito e obter um carimbo de entrada no documento de viagem para evitar o incômodo de manter uma folha extra de papel. Para outros fins, os malaios peninsulares devem ter uma permissão de residência de longo prazo acompanhada de um passaporte ou de um documento de viagem restrito.
Antes de 2016, a Ilha Norfolk, um dos territórios externos e autônomos da Austrália, mantinha seus próprios controles de imigração. Até 2018, os cidadãos australianos e neozelandeses que viajavam para o território precisavam portar um passaporte ou um documento de identidade australiano, enquanto as pessoas de outras nacionalidades também precisavam ter um visto australiano válido ou um visto de residente permanente da Ilha de Norfolk.
Além disso, alguns países emitem um passaporte interno como documento de identidade. Um exemplo é o passaporte interno da Rússia ou de alguns outros países pós-soviéticos que remontam à época imperial. Alguns países usam passaportes internos para controlar a migração dentro do país. Em alguns países, o passaporte internacional ou passaporte para viagem ao exterior é um segundo passaporte, além do passaporte interno, exigido para que o cidadão viaje dentro do país de residência. Passaportes separados para viagens ao exterior existiram ou existem nos seguintes países:
- Rússia: veja Passaporte interno russo.
- Ucrânia: Carteira de identidade ucraniana/antigo passaporte interno (1992-2016).
- Na União Soviética, havia vários tipos de passaporte internacional no Sistema de passaportes na União Soviética: um passaporte comum, um passaporte de serviço civil, um passaporte diplomático e um passaporte de marinheiro.
- Os países do Bloco Oriental tinham um sistema de passaportes internos/internacionais semelhante ao da União Soviética.

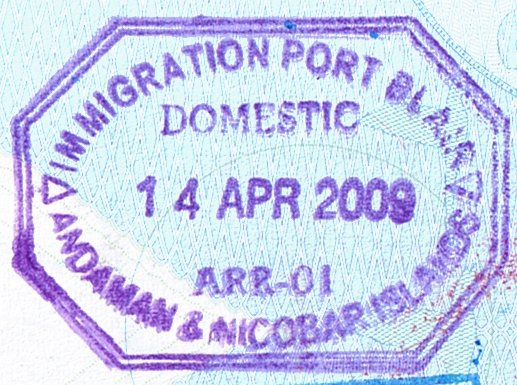
Carimbo de imigração doméstica que permite a entrada nas Ilhas Andamã e Nicobar, na Índia
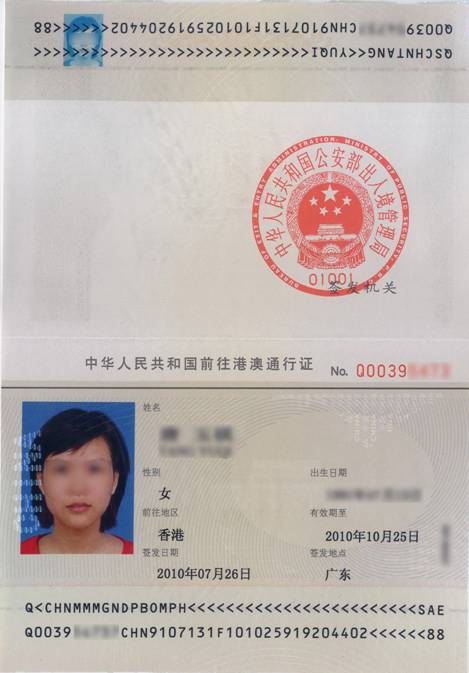
Exemplo de uma permissão de viagem única para emigração interna da China continental para Hong Kong ou Macau
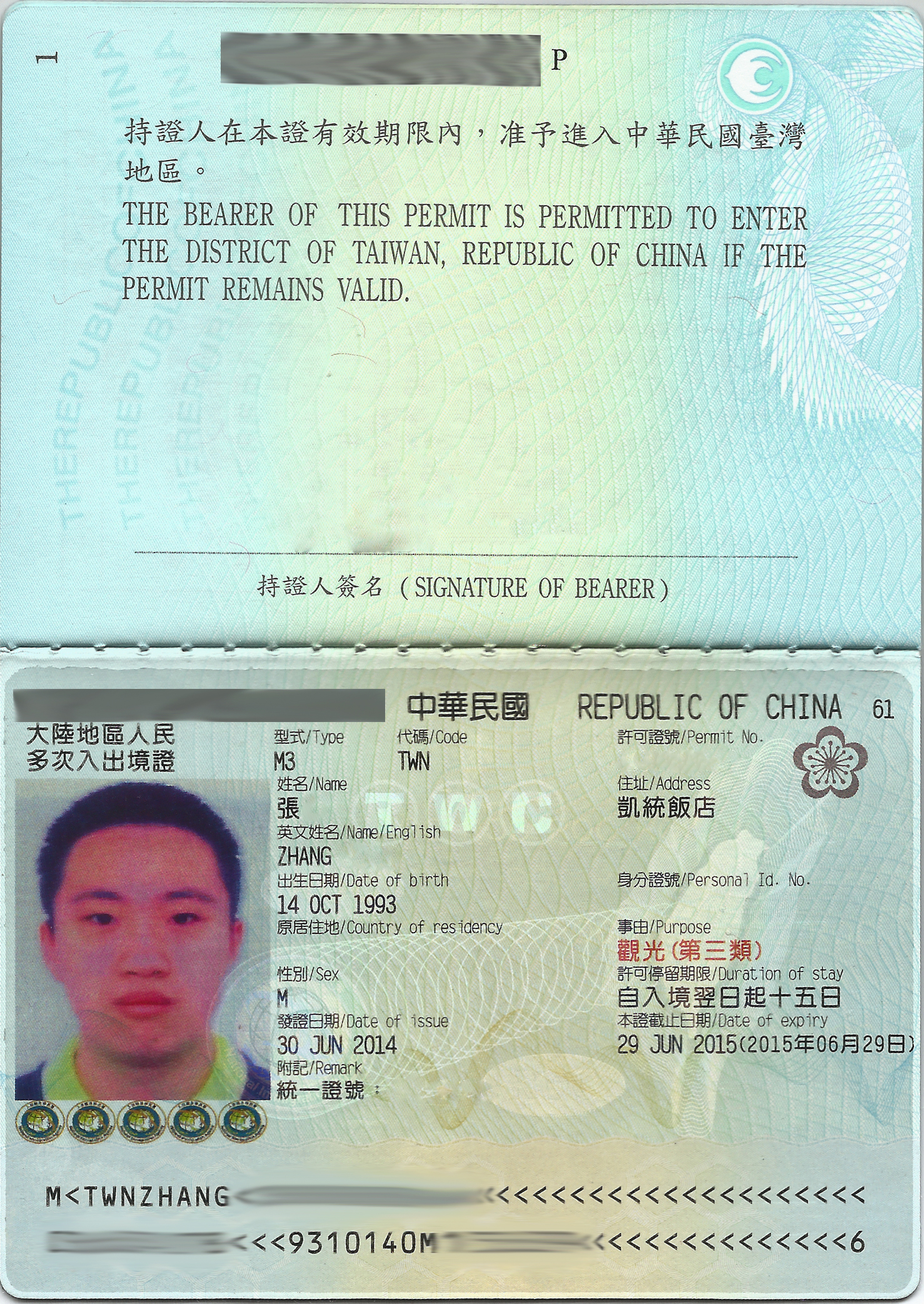
Página de dados de um documento de viagem interno do tipo livreto emitido pelas autoridades de Taiwan para um residente da China continental
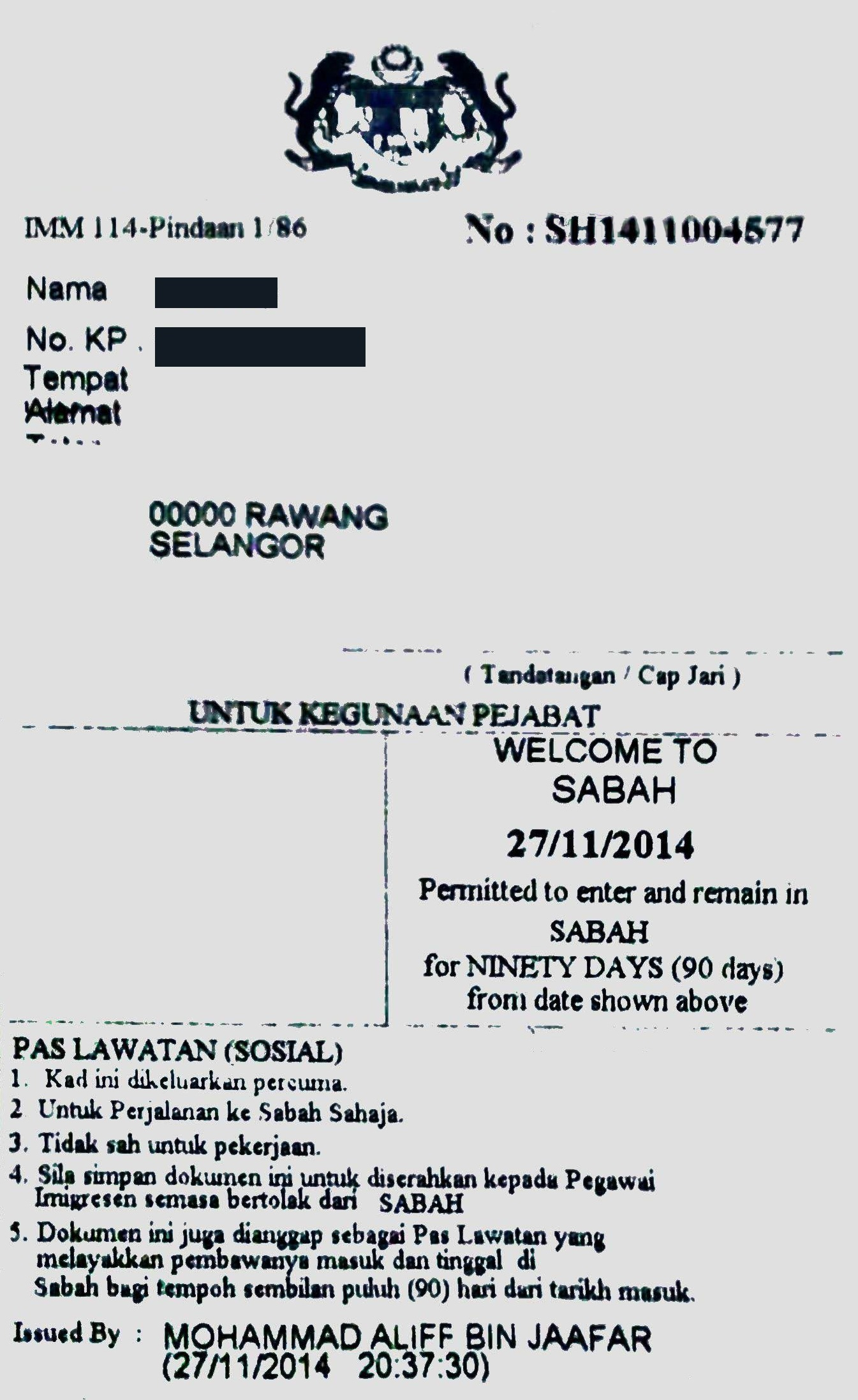
Documento em substituição ao documento de viagem interno (IMM.114) fornecido aos cidadãos da Malásia Ocidental que entram no estado de Sabá usando a carteira de identidade da Malásia para visitas sociais e de negócios. O formulário deve ser devolvido ao oficial de imigração ao sair de Sabá.
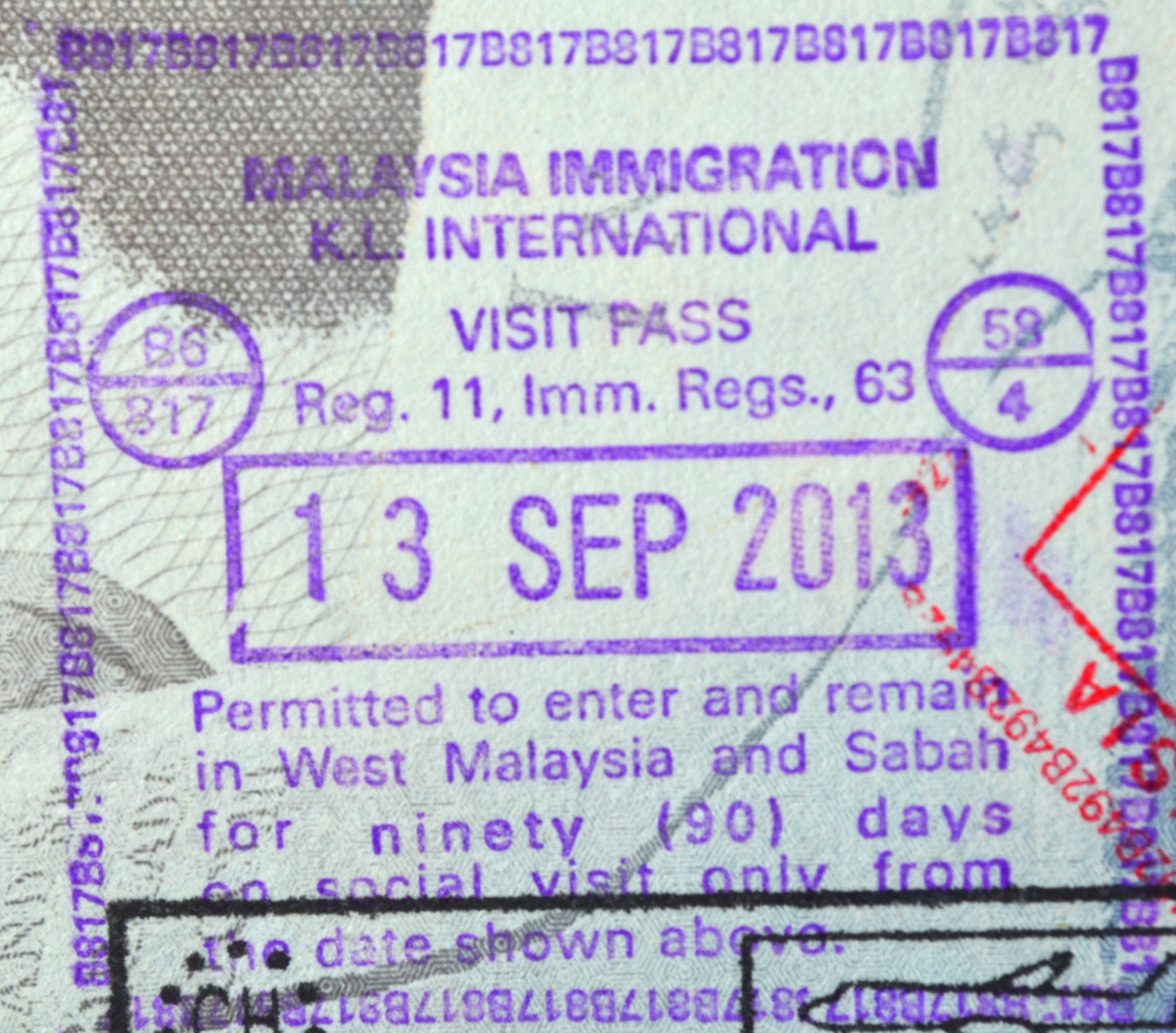
Os carimbos de entrada na Malásia especificam em quais jurisdições (Malásia Ocidental ou Peninsular, Sabá e Sarauaque) o portador tem permissão para entrar, e há controles de imigração ao entrar em cada uma delas.
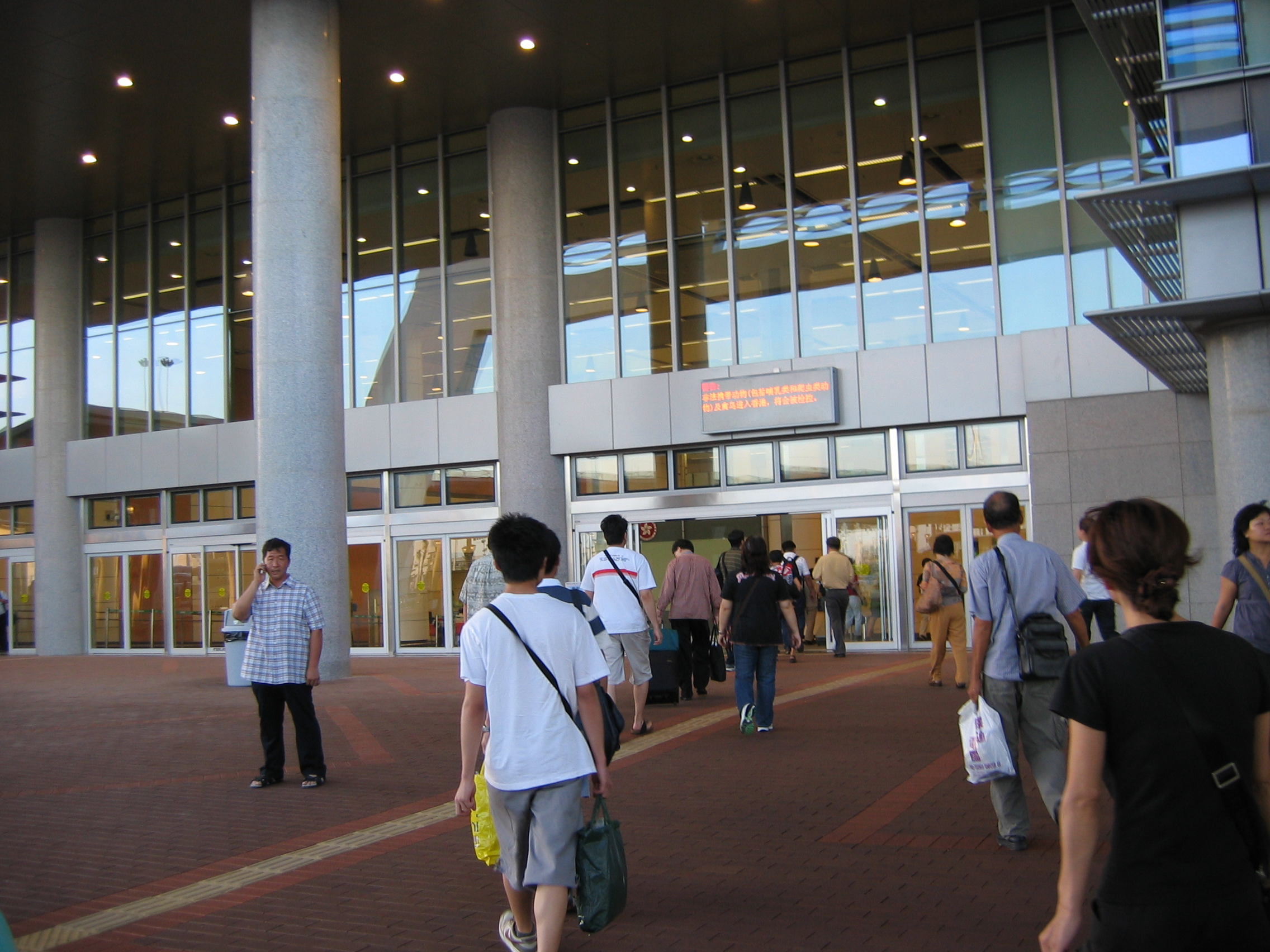
A entrada para o prédio do Ponto de Controle da Baía de Shenzhen, um ponto de verificação da fronteira interna entre Hong Kong e a China continental.
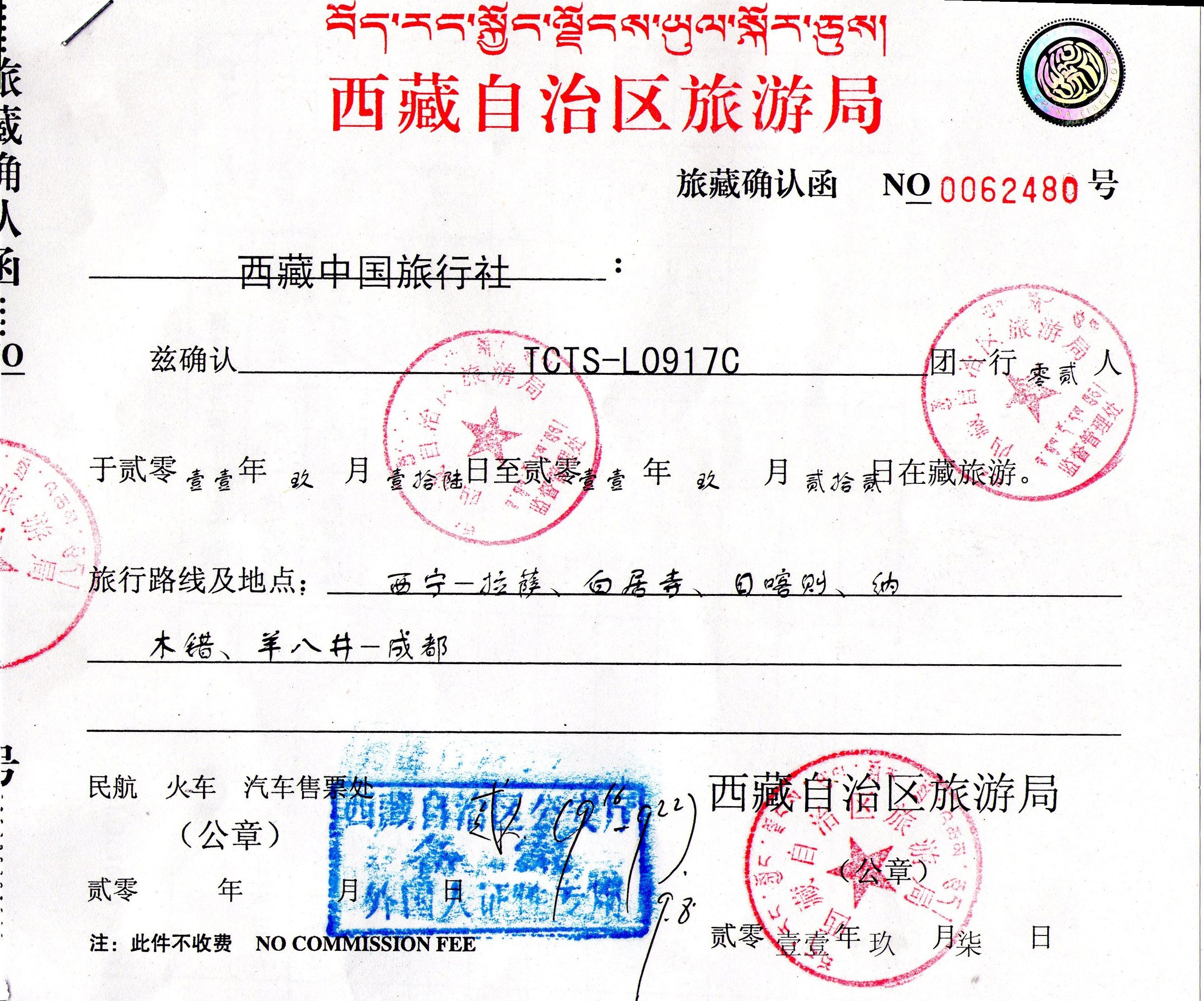
A Permissão de Viagem para o Tibete, exigida para entrar na Região Autônoma do Tibete, é um exemplo de controles internos de fronteira em regiões minoritárias da China e da Índia. Outros documentos semelhantes incluem as Permissões de Área Restrita e as Permissões de Área Protegida, emitidas principalmente para entrar no nordeste da Índia.
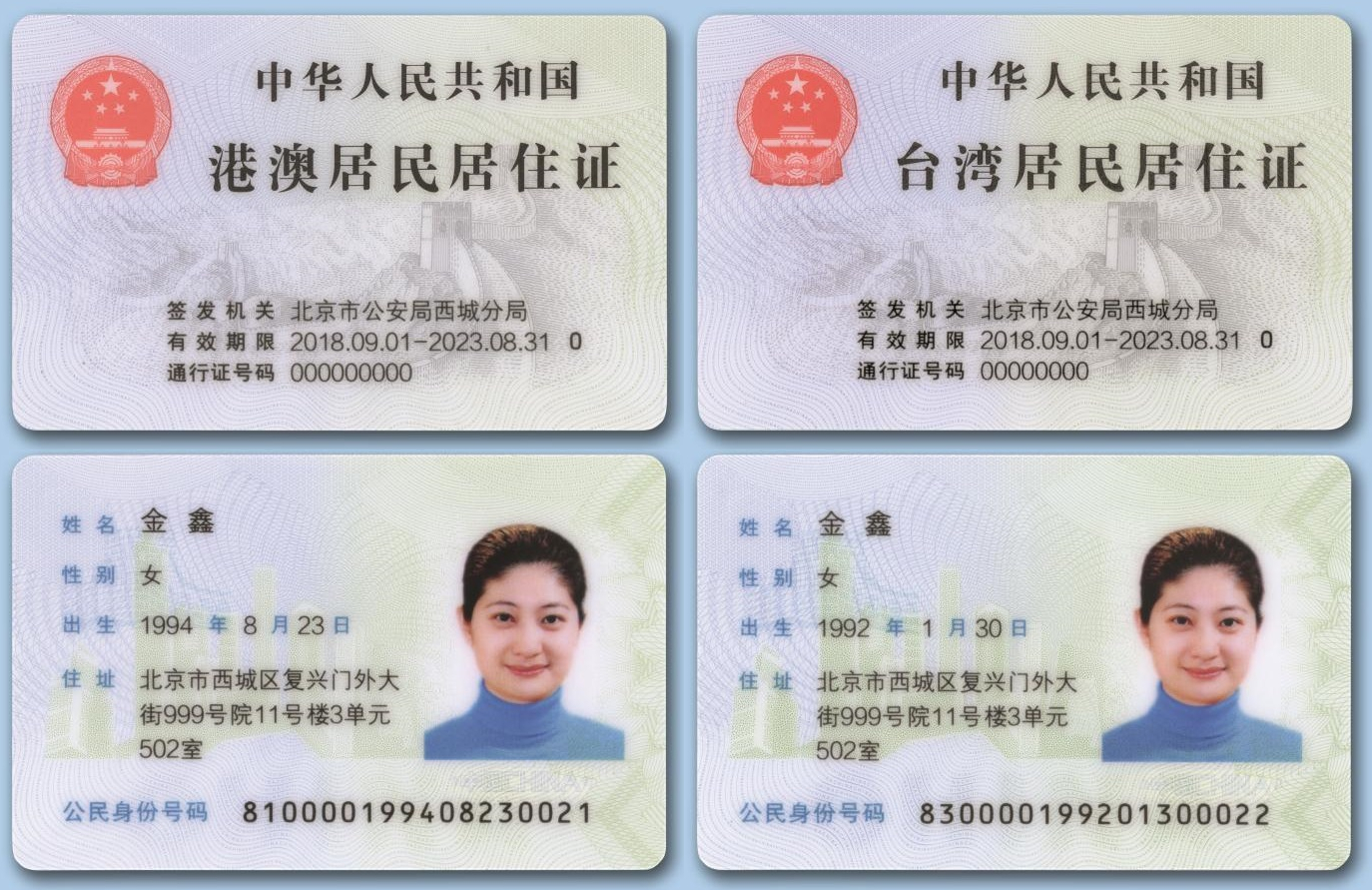
Frente e verso de autorizações de residência no continente para cidadãos chineses de Hong Kong e Macau (esquerda) e cidadãos chineses de áreas administradas pela República da China (direita).
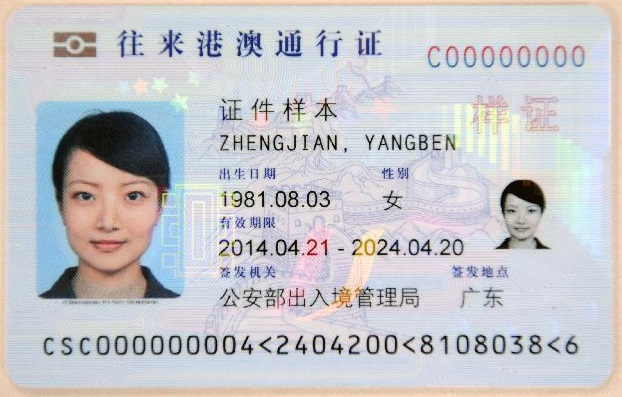
Documento de viagem interno emitido para cidadãos chineses do continente para viajar de e para Hong Kong e Macau.

## Viagem internacional sem documentos de viagem

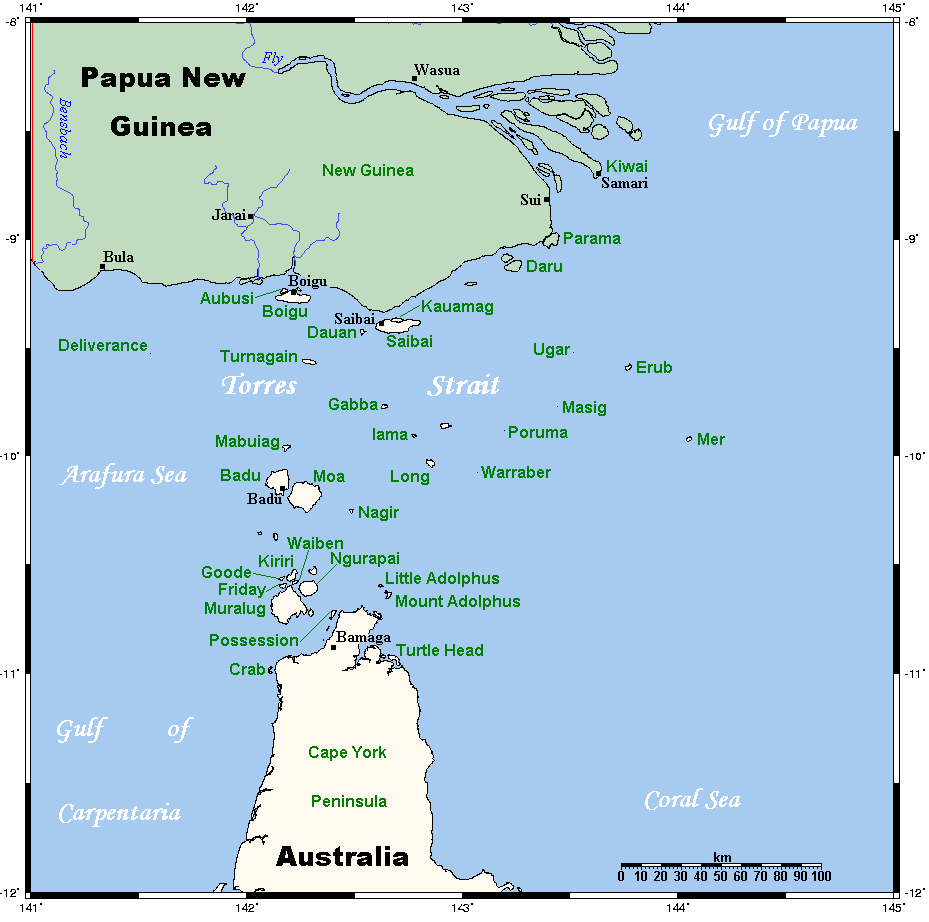
O Estreito de Torres, que separa a Austrália e Papua-Nova Guiné

Em algumas circunstâncias, é possível fazer viagens internacionais sem documentos de viagem. No entanto, geralmente é necessário um documento que ateste a cidadania, como uma carteira de identidade nacional ou uma carteira de motorista aprimorada.
O Corredor Kartarpur permite que os devotos da Índia visitem o Gurdwara em Kartarpur, a 4,7 quilômetros da fronteira Índia-Paquistão, no lado paquistanês, sem passaporte ou visto. Os residentes de nove vilarejos costeiros de Papua-Nova Guiné têm permissão para entrar na "zona protegida" do Estreito de Torres (parte de Queensland, Austrália) para fins tradicionais. Essa isenção do controle de passaportes faz parte de um tratado entre a Austrália e Papua-Nova Guiné negociado quando a PNG se tornou independente da Austrália em 1975. As embarcações de outras partes de Papua-Nova Guiné e de outros países que tentam cruzar a Austrália ou as águas australianas são paradas pela alfândega australiana, ou pela Marinha Real Australiana.
Os cidadãos da Índia e do Nepal não precisam de documentos de viagem para viajar entre os dois países, mas alguma identificação é exigida para cruzar as fronteiras e os cidadãos de ambos os países não precisam ser necessariamente inspecionados nos postos de controle, embora os estrangeiros devam cumprir a política de vistos de cada país. Da mesma forma, é possível viajar com o mínimo de documentos de viagem entre o Reino Unido, a Ilha de Man, Guernsey, Jersey e Irlanda, que juntos formam a Zona Comum de Viagens.
Os países que fazem parte do Espaço Schengen não implementam controles de passaporte entre si, a menos que ocorram circunstâncias excepcionais. No entanto, é obrigatório portar um passaporte, uma carteira de identidade nacional compatível, uma autorização de residência para estrangeiros ou outro documento de identificação com foto.
A União Nórdica de Passaportes permite que os cidadãos nórdicos, ou seja, cidadãos da Dinamarca (incluindo as Ilhas Faroe), Finlândia, Islândia, Noruega e Suécia, visitem qualquer um desses países sem precisar de documentos de identidade (Groenlândia e Svalbard estão excluídos). Essa é uma extensão do princípio de que os cidadãos nórdicos não precisam de nenhum documento de identidade em seu próprio país. Recomenda-se um meio de provar a identidade quando solicitado (por exemplo, usando uma carteira de motorista, que não declara a cidadania), mesmo no próprio país. A adesão ao Espaço Schengen em 2001 não alterou estas regras.
Para viajar para as ilhas francesas de São Pedro e Miquelão diretamente do Canadá, os canadenses e estrangeiros portadores de documentos de identificação canadenses estão isentos da exigência de documento de viagem e visto para estadias de duração máxima de 3 meses em um período de 6 meses.

### Documentos de viagem de fato
Documentos de viagem de fato são documentos que, na prática, serão suficientes para cruzar fronteiras legalmente, mas sem estatuto legal como documento de viagem. Eles são necessários, na prática, em áreas nas quais os documentos de viagem não são expressamente exigidos para os cidadãos. Nos Controles de Fronteira na Zona Comum de Viagens, o deslocamento entre a Irlanda, o Reino Unido, as Dependências da Coroa Britânica, a Ilha de Man e as Ilhas do Canal, não requer documentos de viagem para cidadãos britânicos ou irlandeses. Como essa exigência não se aplica a outras pessoas, esses cidadãos precisam estabelecer a hipótese de ter essa nacionalidade, o que exige, na prática, alguma forma de identificação. Os documentos usados para esse fim (principalmente: carteira de motorista) são, portanto, documentos de viagem de fato. Algumas companhias aéreas ainda exigem o passaporte dos cidadãos da Zona.
A União Nórdica de Passaportes significa que os cidadãos nórdicos (da Noruega, Dinamarca, Suécia, Finlândia e Islândia) podem permanecer em todos esses países (formalmente) sem qualquer documento de identidade, da mesma forma que em seu país de origem. Na realidade, uma carteira de identidade é necessária para viagens e outras situações, e qualquer carteira de identidade nórdica é válida na região para fins de viagem (mas não para residência, por exemplo, para contatos bancários ou com autoridades).

## Outros meios de identificação
A rigor, não é necessário que um cidadão da UE, do EEE ou da Suíça possua um documento de viagem válido (como carteira de identidade nacional ou passaporte) para usufruir do direito de livre circulação na UE, no EEE e na Suíça. Em teoria, se um cidadão da UE, do EEE ou da Suíça puder comprovar sua nacionalidade por "qualquer outro meio" (por exemplo, apresentando uma carteira de identidade ou passaporte nacional vencido, ou um certificado de cidadania), ele deverá ser autorizado a entrar e residir na UE, no EEE e na Suíça sem visto. Um cidadão da UE que não puder demonstrar sua nacionalidade de forma satisfatória deve, no entanto, receber "todas as oportunidades razoáveis" para obter os documentos necessários ou para que eles sejam entregues em um período razoável.